# 石虎
石 虎（せき こ、Shi Hu 295年 - 349年）は、五胡十六国時代の後趙の第3代皇帝。字は季龍。祖父は㔨邪。父は寇覓。上党郡武郷県（現在の山西省楡社県の北西）出身の羯族であり、後趙の初代皇帝石勒の従子（甥）に当たる。唐代に編纂された『晋書』では、唐の高祖李淵の祖父の李虎の諱を避け、字を用いて石季龍と記される。石勒の没後、第2代皇帝石弘を廃して居摂趙天王を自称し、後に大趙天王を称した。晩年には皇帝に即位した。

## 生涯

### 幼年
早くに両親を失った為か、幼い頃に石勒の父である周曷朱の養子となり、石勒からは弟のように扱われた。
6・7歳になると、評判の良い人相見から「この子の貌は奇であり、また壮骨を有している。その貴は言葉では表す事が出来ぬ」と称された。
302年から303年にかけて并州で飢饉が発生すると、石勒に従って故郷を離れたが、永興年間（304年～306年）に石勒と離別してしまった。
311年10月、石虎は石勒の母である王氏と行動を共にしていたが、西晋の并州刺史劉琨により捕らえられた。当時、石勒は漢（後の前趙）の将軍となって中原を荒らし回っており、この時は葛陂（汝陰郡鮦陽県にある）に駐屯していた。劉琨は彼を懐柔する為、配下の張儒に命じて石虎と王氏を送り届けさせた。また書も合わせて送り、晋朝へ帰順して共に漢帝劉聡を討つよう要請した。石勒はこれを拒否したが、母と石虎を送ってくれたことに対しては感謝の意を示し、使者の張儒を厚くもてなして名馬珍宝を贈って見送った。
もともと石勒には姓と字は無く（そもそも羯族には姓・字という概念が無かった）、名を㔨と言った。石勒という姓・名と字である世龍は、305年に友人の汲桑により付けられたものである。その為、石虎という姓・名や字である季龍も、石勒に帰順した後に称したか名付けられたものと思われるが、それ以前に何と呼ばれていたのかは不明である。

### 石勒（漢将）の時代

#### 将軍となる
石虎の性格は残忍であり、馬を走らせて猟を行うのを好み、その放蕩ぶりには限りが無かった。また、弾弓（矢の代わりに弾丸を射る弓）を好んで行い、幾度も人を撃った。その為、軍中では石虎の存在は大きな患いとなった。石勒は密かにこれを殺そうと考え、母の王氏に「この子は凶暴無頼でありますが、兵士にこれを殺させては評判を落とします。自ら死んでもらうのがよいでしょう」と告げた。すると王氏は「快牛でも犢子（子牛）の時は、多く車を壊してしまうものです。汝はこれを少し我慢なさい」と諫めたので、石勒は思いとどまった。
312年2月、石勒は葛陂に留まって建業攻略を目論んでいたが、飢餓と疫病により兵の大半を失い、戦どころではなくなってしまった。さらに、琅邪王司馬睿（後の元帝）は石勒を迎え撃つ為、江南の将兵を寿春へ集結させると、石勒は遂に撤退を決断した。石虎は輜重が北へ退却するまでの時間稼ぎをするよう命じられ、騎兵2千を率いて敢えて寿春に進んだ。その途上、江南から到着した米や布を積んだ輸送船数10艘を発見すると、石虎の将兵は我先にとこれらに群がり、守備の備えをしなくなってしまった。そこに晋軍の伏兵が一斉に姿を現わしたため、石虎は巨霊口において敗北を喫し、500人を超える水死者を出してしまった。さらに退却時には西晋軍の指揮官紀瞻により、100里に渡って追撃を受けた。紀瞻軍が石勒の本隊にまで逼迫すると、石勒は陣を布いて来襲に備えたが、紀瞻が石勒の伏兵を警戒して寿春に戻ったので難を逃れた。石勒は無事退却に成功して北へ帰還すると、以後は襄国に拠点を置いた。
12月、石勒は対抗勢力の段部と講和を図る為、石虎を首領段疾陸眷の下に派遣した。石虎は彼と義兄弟の契りを結ぶと、盟約を交わしてから帰還した。

#### 石勒軍の勇将
石虎は18歳になると、次第に節を曲げて他人に従うようになった。身長は7尺5寸となり、身のこなしは俊敏で、弓馬の術に長け、その勇力は当代一であった。その為、重臣や親族であっても敬意と畏怖の念を抱かぬ者はおらず、石勒はこれを深く称賛して征虜将軍に任じた。
313年4月、石虎は鄴城の三台（氷井台・銅雀台・金虎台）へ侵攻すると、これらを陥落させた。守将の劉演は廩丘へと敗走し、将軍謝胥・田青・郎牧は三台の流民を引き連れて降伏した。石勒は桃豹を魏郡太守に任じたが、しばらくして石虎にその任を交代させ、鄴城と三台の統治を委ねた。晋書では、石虎に鄴を任せた事が帝位篡奪のきっかけとなったと記されている。
後に繁陽侯に封じられた。
316年4月、乞活の王平が守る梁城を攻撃したが、攻め落とせずに撤退した。その後、軍を転進させると、劉演の守る廩丘を攻撃した。厭次に割拠する邵続は段文鴦（段疾陸眷の弟。邵続とは同盟関係にあった）に劉演救援を命じたが、石虎が盧関津を固めていたので、段文鴦は進軍が出来ずに景亭に軍を留めた。豫州の豪族張平らもまた挙兵すると劉演救援に向かったが、石虎は夜の内に陣営を放棄して外に伏兵を配すると共に、河北に帰還すると吹聴して回った。張平らはこれを信じ込み、空になった石虎の陣営に侵入した。これを確認した石虎は急襲を掛け、張平軍を撃ち破った。さらに勢いのままに廩丘へ侵攻すると、これを陥落させた。劉演は段文鴦の軍に逃亡したが、石虎は劉演の弟劉啓を捕らえ、襄国へと送還した。
317年6月、東晋の豫州刺史祖逖が譙城に入ると、石虎は軍を率いて譙を包囲したが、行参軍桓宣の援軍が到来すると軍を撤退させた。その後、長寿津を渡河して梁国に攻め込むと、梁国内史荀闔を撃破してその首級を挙げた。
8月、漢の大将軍靳準は平陽で乱を起こし、漢帝劉粲を始めとした漢の皇族を尽く殺害した。この報を受けた石勒は靳準討伐の兵を挙げ、襄陵の北原に本陣を置いた。漢の丞相劉曜もまた長安を発して蒲坂まで進み、10月には皇帝位に即いた。12月、靳準配下の卜泰・喬泰・馬忠らは靳準を殺害し、子の靳明を盟主に推戴すると共に劉曜に降伏した。だが、石勒は靳明の降伏を認めずに平陽攻撃を継続し、石虎もまた幽州・冀州の兵を率いて石勒に合流すると、共同で平陽を攻めた。だが、劉曜が靳明救援の軍を差し向けると、攻撃を中止して蒲上に留まった。靳明は石勒らの侵攻を恐れ、平陽の兵を伴って劉曜の下へと逃げ込んだが、劉曜は靳明を始めとした靳氏を全て誅殺し、乱を鎮めた。
319年4月、蓬陂の塢主である陳川が石勒に帰順すると、祖逖は陳川討伐の兵を挙げ、両軍は蓬関で戦闘となった。石虎は5万の兵を率いて陳川救援に向かうと、祖逖を撃破して梁国まで撤退させた。さらに揚武将軍左伏粛を派遣して祖逖を攻撃させた。さらに将軍桃豹を蓬関へ侵攻させ、祖逖を淮南郡まで退却させた。石虎は陳川とその部衆5千戸を襄国に送還し、桃豹に陳川の故城を守らせた。
同月、河西鮮卑の日六延が反乱を起こすと、石虎はこれの討伐に当たり、朔方へ進軍して迎え撃って来た日六延を破った。この戦いで2万の首級を挙げ、3万人余りを捕らえ、獲得した牛馬は10万を数えた。

### 石勒（趙王）の時代

#### 称帝を勧める
10月、石虎は張敬・張賓を始めとした群臣100人余りと共に、石勒に尊号（帝位）を称するよう進言した。これに対して石勒は書を下し「我は徳が少ないながらも、偶然が重なり今の地位に至るのであり、周囲からの反発を日夜恐れている。それなのに、どうして尊号を称して四方の人から詰られる事など考えるか。かつて、周文（周の文王）は、天下の3分の1を占めながらも殷朝に服属した。小白（桓公）は周室を凌ぐ紀雄があったが、尊崇を続けた。そうして彼らは国家を殷周よりも強国とした。我の徳は2伯に大きく劣るのだぞ。郷らは即座にこの議を止め、二度と繰り返すことのないように。これより敢えて口にした者は、容赦無く刑に処する」と述べ、申し出を却下した。
11月、石虎はまたも張敬・張賓・左司馬支屈六・右司馬程遐ら文武百官29人と共に「臣らが聞いたところによると、非常の度には必ず非常の功があり、非常の功があれば必ず非常の事が起きるといいます。三代（夏・殷・周）が次第に衰えると、五覇（春秋五覇）が代わる代わる興り、難を静め時代を救いました。まさに彼らは神聖にして英明であると言えましょう。謹んで思いますに、殿下（石勒）は生まれながらにして聖哲であり、天運に応じてあらゆる世界を鞭撻し、皇業を補佐しました。そのため、全ての大地は困苦から息を吹き返し、嘉瑞や徴祥は日を追って相継ぎ、人望は劉氏（前趙）を超えたと言え、明公に従う者は、10人いればその内9人となりました。こうして今、山川は静まり、星に変事なく、四海を次々と翻す様を見て天人は思慕敬仰しております。誠に中壇に昇り、皇帝位に即いて、立身出世を図る者達にわずかばかりの潤を授けるべきなのです。劉備が蜀に在し、魏王（曹操）が鄴に在した故事に依って、河内・魏・汲・頓丘・平原・清河・鉅鹿・常山・中山・長楽・楽平の11郡と、趙国・広平・陽平・章武・勃海・河間・上党・定襄・范陽・漁陽・武邑・燕国・楽陵の13郡を併合し、合計24郡、29万戸を以って新しい趙国とする事を求めます。昔に倣って太守から内史に改め、禹貢に倣って魏武が冀州の境を復活させたように、南は盟津、西は龍門、東は黄河、北は塞垣を国境とすべきでしょう。そして、大単于が100蛮を鎮撫するのです。また并州・朔州・司州の3州を廃して、部司を置いて監督させるのです。謹んで願いますに、上は天意に添い、下は群望を汲み取らん事を」と上疏し、帝位に即くよう勧めた。石勒はこれを西面して5度断り、南面して4度辞退したが、百官はみな叩頭して強く求めたため、遂にこの上疏を聞き入れた。但し、皇帝位には即かず、大単于・趙王を称した。石虎は単于元輔・都督禁衛諸軍事に任じられた。その後、侍中に移り、開府を許され、中山公に進封された。

#### 厭次・広固・泰山を攻略
320年1月、段匹磾・段文鴦が後趙領の薊へ侵攻すると、石虎はその隙を突いて邵続が守る厭次を包囲した（段匹磾と邵続は協力関係にあった）。2月、邵続は城から出て自ら石虎を迎撃したが、石虎は伏せていた騎兵に背後を遮断させると、邵続を生け捕りにした。その後、邵続を厭次城下に連れていき、城内の将兵に投降を呼びかけるよう命じたが、邵続は応じなかったので襄国へ送還した。段匹磾らは石虎が厭次へ襲来したと知って軍を返していたが、邵続が捕らわれたとの報が届いて多くの士兵は離散してまった。石虎は厭次への進路を遮断していたが、段文鴦の力戦によりこれを突破された。段匹磾らは厭次に入城を果たすと、邵続の子の邵緝等と共に城を固守した。
8月、石虎は歩兵・騎兵併せて4万を率い、泰山に割拠する徐龕討伐に向かった。石虎軍の到来を知ると、徐龕は長史劉霄を石勒の下に派遣し、妻子を人質に差し出して降伏を請うたので、石虎は攻撃を中止した。東晋の徐州刺史蔡豹もまた徐龕討伐を目的として卞城に軍を置いていたが、石虎は転進するとこれに攻め込み、蔡豹を敗走させた。その後、軍を撤退させると、封丘に城を築いてから帰還した。
321年、託侯部の掘咄那の守る岍北を攻撃すると、これを大破して牛馬20万余りを略奪してから帰還した。
その後、車騎将軍に昇進すると、騎兵3万を率いて鮮卑の鬱粥が守る離石を攻撃し、これを破って烏桓へと逃亡させた。これにより牛馬10万余りを鹵獲し、彼の傘下にあった諸城は尽く石虎に降伏した。
3月、厭次に進軍して段匹磾を攻撃した。段文鴦はこれを迎え撃って多くの後趙兵を討ち取ると、石虎は偽って配下の騎兵に撤退を命じた。これを見た段文鴦は追撃を掛け、段匹磾もまた歩兵を率いて後続したが、ここで石虎は前もって伏せていた兵を一斉に出現させた。段文鴦・段匹磾はこれに怯まずに奮戦して数10人を討ち取り、段日磾は包囲を突破して無事に撤退したが、段文鴦の馬は疲弊して動けなくなってしまった。石虎は段文鴦を包囲すると、彼へ「兄（石虎は段疾陸眷と義兄弟の契りを結んでいたので、その弟である段文鴦もまた兄と呼ぶ）と我は同じ夷狄ではないですか。かねてより兄とは家を一つにしたいと思っておりました。今、天はその願いを叶え、こうして会う事が出来ました。なのにどうしてまた戦いましょうか！どうか武器を収めてください」と請うたが、段文鴦は罵って「汝は寇賊に過ぎず、正に死すべき時である。兄（段疾陸眷）が我の策を用いなかった（312年に段疾陸眷は石勒と講和したが、段文鴦はこれに頑なに反対した）のでこのような事態に陥ってしまったが、我は死を恐れずに戦うのみだ。汝には屈せぬ！」と言い放ち、馬を下りて戦いを継続した。その後も朝から午後になるまで奮戦を続けたが、石虎は四方から包囲を縮め、遂に段文鴦を捕らえた。これにより城内の戦意は消失し、邵洎は城を挙げて石虎に降った。捕縛された段匹磾は石虎と接見すると「我は晋より恩を受け、汝を滅ぼす志を立てた。不幸にもこのような事になってしまったが、汝を敬う事は出来ぬ」と言い放った。段匹磾もまた石虎とは義兄弟に当たるので、石虎は立ちあがって段匹磾に拝礼すると、丁重に襄国へと護送した。これにより冀州・并州・幽州が後趙の支配下に入り、遼西以西の諸集落はみな後趙に帰順した。
322年2月、中外の精鋭4万を率い、徐龕討伐に向かった。徐龕が泰山郡城に籠城すると、石虎は長期戦に備えて耕作を行い、城を何重にも囲んだ。7月、石虎は泰山郡城を攻略し、徐龕を捕らえて襄国へと護送した。
323年8月、中外の歩兵騎兵併せて4万を率い、広固に割拠する曹嶷討伐に向かった。石虎が山東へ到来すると、曹嶷は海中の根余山に逃れて兵力を保とうと考えたが、病の為に実行できなかった。石虎が兵を進めて広固を包囲すると、東萊郡太守劉巴・長広郡太守呂披は郡ごと降伏した。曹嶷配下の羌胡軍もまた征東将軍石他に敗れ去り、さらに左軍将軍石挺が援軍を率いて石虎に合流すると、曹嶷は遂に降伏した。石虎は彼を襄国へ送還し、さらに曹嶷の下にいた人民を皆殺しにしようとしたが、青州刺史劉徴が「今、この徴を留めるのは、民を牧させる為ではないのですか。その民がいなくなれば、どうして牧する事が出来ましょうか！そうなれば徴は帰るのみです！」と諫めたので、これを取り止めた。また、男女700任を留めて劉徴に与え、広固を統治させた。これにより、青州の諸郡県や砦は、全て後趙の支配下となった。

#### 前趙を滅ぼす
325年5月、前趙の将軍劉岳は後趙へ侵攻して盟津・石梁の2砦を攻め落とすと、金墉（洛陽の一角）へ進んで洛陽の守将である河東王石生を包囲した。また、前趙の鎮東将軍呼延謨もまた荊州・司州の兵を率い、崤澠から東へ進んだ。その為、石虎は歩騎兵併せて4万を率い、成皋関から石生の救援へ向かった。劉岳はこれを知ると陣を布いて迎え撃ち、両軍は洛西で衝突した。石虎は次第に優勢となって劉岳を石梁まで後退させると、塹壕を掘って柵を環状に並べ、劉岳軍を包囲して外からの救援も遮断した。包囲された劉岳軍は兵糧が底を突き、馬を殺して飢えを凌ぐ状態までになった。さらに石虎は呼延謨軍も撃ち破り、呼延謨の首級を挙げた。その後、前趙皇帝劉曜が自ら軍を率いて救援に到来すると、石虎は騎兵3万でその進路を阻んだが、配下の汲郡内史石聡が前趙の前軍将軍劉黒に八特坂において敗北を喫した。これにより劉曜は金谷まで進んだが、突如として前趙の兵士たちは石虎軍を恐れて動揺し、散り散りに逃亡してしまった。その為、劉曜は止む無く長安に戻った。6月、石虎は劉岳の陣営を攻め落とし、劉岳とその部下80人余り及び氐羌3000人余りを生け捕って襄国へと護送した。また、士卒9000人を生き埋めとした。
その後、石虎は并州に割拠する王騰を攻撃すると、これを撃破して王騰を捕らえた。戦後、王騰を処刑し、7000人余りの兵卒を穴埋めとした。この戦いによって、司州・兗州の全域を領有するようになり、徐州・豫州の淮河に臨む諸郡県は、全て石勒に帰順した。
326年10月、石勒は世子の石弘に鄴の統治を任せようと考えていたが、鄴は以前より石虎が守っている土地であり、彼は自らの勲功が重いので鄴を譲る考えは全く無かった。だが、石勒と右長史程遐の画策により、三台が修築されると石虎の家室は無理矢理移されてしまった。また、石弘には禁兵1万人が配され、石虎が統べていた54の陣営全てを任せられた。この一件で石虎は程遐を深く怨み、左右の者数10人に命じて夜に程遐の家を襲わせると、彼の妻娘を陵辱して衣物を略奪させたという。
327年12月、5千騎を率いて代の国境へ侵攻した。代王拓跋紇那は句注・陘北においてこれを迎え撃ったが、石虎はこれを破った。その為、拓跋紇那は大寧に遷都した。
328年7月、4万の兵を率いて軹関から西へ向かうと、前趙領の河東を攻撃した。これに50県を超える県が呼応し、石虎は易々と蒲坂まで軍を進めた。劉曜は自ら中外の水陸精鋭部隊を率い、蒲坂救援に向かった。劉曜が衛関から北へと渡河すると、その数が多い事から石虎は恐れて退却したが、劉曜より追撃を受けた。8月に入ると高候において追いつかれ、石虎軍は潰滅して養子の左積射将軍石瞻が戦死した。その屍は200里余りに渡って連なり、鹵獲された軍資はおびただしい数となった。石虎はかろうじて朝歌に逃げ込んだが、劉曜は大陽から渡河して一気に金墉（洛陽城内の西北角にある小城）を守る石生に攻撃を仕掛けると、千金堤を決壊させて水攻めにした。さらに滎陽郡太守尹矩・野王郡太守張進は劉曜に降伏したので、襄国に激震が走った。
11月、石勒は自ら歩兵騎兵合わせて4万を率いて洛陽の救援に向かい、石虎にも石門へ進軍するよう命じた。12月、後趙の諸軍が成皋へと集結すると、その数は歩兵6万、騎兵2万7千に上った。石虎は歩兵3万を率いて城北から西進し、劉曜の中軍に突撃した。石堪・石聡もまた各々精騎8千を率いて城西から北進し、劉曜軍の前鋒と西陽門で決戦を繰り広げた。さらに石勒自らも閶闔門から出撃し、南北から挟撃した。これらにより劉曜軍は潰滅し、劉曜は生け捕られて石勒の下に送られた。
329年1月、前趙皇太子劉煕らは劉曜が捕縛されたと知ると、長安から撤退して上邽に逃げ込んだ。石勒の命により、石虎は兵を率いてこれの追討に当たると、前趙の諸将は守備を放棄して逃亡したので、関中は騒乱に陥った。前趙の将軍蔣英と辛恕は数10万の兵を擁して長安に拠ると、使者を派遣して後趙に降伏した。
8月、前趙の南陽王劉胤と劉遵は数万の兵を率いて長安へ侵攻すると、隴東・武都・安定・新平・北地・扶風・始平諸郡の戎・夏はみな挙兵して劉胤に呼応した。劉胤が仲橋まで軍を進めると、石虎は騎兵2万を率いて迎撃に当たった。9月、両軍が義渠で激突すると、石虎は劉胤に大勝し、兵5000余りを討ち取った。劉胤が上邽へと敗走すると、石虎は勝利に乗じて追撃を掛け、道中では千里に渡って前趙兵の屍が転がった。勢いのままに上邽を攻め落とすと、劉煕を始め王公卿校以下3千人余りを捕らえ、これらを全て処刑した。さらに、台省の文武官、関東の流民、秦雍の豪族9000人余りを襄国へと移し、王公と5郡の屠各5000人余りを洛陽で生き埋めにした。また、主簿趙封に伝国の玉璽・金璽・太子玉璽を持たせ、石勒の下に送り届けさせた。こうして前趙は滅亡した。
同年、集木且羌が守る河西に侵攻し、これを陥落させた。これにより数万人を鹵獲し、秦隴の地を尽く平定した。前涼の君主張駿はこれに驚愕し、使者を派遣して後趙に称藩した。また、氐王の蒲洪・羌酋長の姚弋仲が石虎に降伏を願い出ると、石虎は蒲洪を監六夷軍事に、姚弋仲を六夷左都督に任じ、氐・羌の15万部落を司州・冀州に移した。

### 石勒（趙帝）の時代

#### 皇帝に推戴
330年2月、群臣達は石勒の功業が既に充分であることから、尊号を王から帝へ改めるべきであると議論し合った。その為、石虎らは皇帝の璽綬を奉じて石勒に尊号を奉ったが、石勒は聞き入れなかった。だが、群臣と共に再度固く要請すると、石勒は「皇帝の代行」たる、趙天王を称した。石虎は太尉・守尚書令に任じられ、中山王に進封され、食邑は1万戸に及んだ。また、石虎の子である石邃は冀州刺史・散騎常侍・武衛将軍・斉王となり、石宣は左将軍となり、石挺は侍中・梁王となった。
9月、群臣が再三に渡って石勒に尊号に即くよう求めると、石勒は遂にこれを受け入れ、皇帝位に即いた。

#### 簒奪の野心
石虎は自らの勲功を当代随一と自認していたので、石勒が即位した後は必ずや大単于を任せられるだろうと語っていた。だが、大単于を授けられたのは石勒の子である石弘であった。石虎はこれを深く怨み、子の石邃へ「主上（石勒）が襄国を都として以来、恭敬にして礼を有し、その指示に従ってきた。我が身を矢石に晒すこと20年余りに及び、南は劉岳を捕らえ、北は索頭を敗走させ、東は斉・魯の地を平らげ、西は秦・雍の地を定め、実に13州を攻め滅ぼした。大趙の業を成したのはこの我である。大単于の望は真に我に在るべきであるのに、青二才の婢児（下女の子供）に授けられてしまった。いつもこの事を思い、寝食する事も出来なくなった。主上が崩御した後を待つのだ。あの種（石勒の子孫）は留めるには足りぬ」と言い放った。
330年9月、中書令徐光は石勒へ「皇太子（石弘）は仁孝温恭ですが中山王（石虎）は雄暴多詐であり、もし一旦陛下に不慮のことがあれば、社稷の危機を招くのではないかと憂慮しております。中山（石虎）の威権を少しずつ奪い、太子を早く朝政に参画させられますように」と進言すると、石勒は内心同意したが従わなかった。
ある時、右僕射程遐は石勒へ「中山王の勇武権智は群臣のうちに及ぶ者がありません。ですが、その振る舞いを観ますと陛下以外の者は皆蔑んでおります。専征の任を担って久しく、威は内外に振るっておりますが、性格は不仁で残忍無頼です。その諸子も皆成長して兵権を預かっております。陛下の下にいる間は二心は抱かないでしょうが、その心中は怏怏としており、おそらく少主（石弘）の臣になることを良しとしないでしょう。どうか早くこれを除き、大計を図られますように」と進言したが、石勒は「今、天下はまだ平定されておらず、兵難も未だやんでいない。大雅（石弘）も幼いことから強い輔佐が必要である。中山は佐命の功臣であり、魯衛に等しい存在であるぞ（魯は周公旦の封国。衛は弟の康叔の封国。両者とも善政を布き、その統治ぶりも兄弟の様であると評された）。やがては伊霍（伊尹・霍光）の任務を委ねようとしている。どうして卿の言に従えようか。卿が恐れているのは、幼主を補佐する際に実権を独占出来なくなることであろう。卿も顧命には参加させる。そのようなことを心配するでない」と返した。程遐は涙を流し「臣は公事について上奏しておりますのに、陛下は私事をもってこれを拒まれます。何故忠臣の必尽の義を、明主が襟を開いて聞き入れないのですか。中山は皇太后に養育されたとはいっても陛下の近親者ではなく、親族の義を期待してはなりません。陛下の神規に従って鷹犬の功を建てるには至りましたが、陛下はその父子に対して恩栄をもって、もう充分に酬いておられます。魏は司馬懿父子を任用したが為に、遂に国運を握られてしまいました。これを観て中山がどうして将来に渡って有益な存在であると言えるでしょうか。臣は幸いにして東宮を任されるようになりましたが、もし臣が陛下に言を尽くさなければ誰が言うことが出来るでしょうか。陛下がもし中山を除かなければ、宗廟は必ずや絶える事でしょう」と述べたが、石勒は聞き入れなかった。
徐光もまた機会を得て石勒へ「中山王は陛下から神略を授けられ、天下では皆その英武は陛下に次ぐものだと言っておりますが、残虐多姦であって利を見て義を忘れるという性質からして伊・霍の忠はありません。彼ら父子の爵位が重くなれば王位を傾ける勢いとなりかねません。彼の様子を見ますと、常に不満の心を抱いているのが良く分かります。最近でも東宮の側で宴を行うなど、皇太子を軽んじる様子がありました。陛下はこれを許容しておられますが、もし陛下の御代が終わりになりましたら、臣は宗廟が必ずや荒れ果てることになると恐れております。これこそ心腹の重疾であって陛下はこれを図られるべきです」と進言した。石勒は黙然としてしまい、ついに従うことはなかった。
332年、石勒は石弘に尚書の奏事の決済を命じると、中常侍厳震にはこれを監督させ、その可否を確認させた。これにより、厳震は実質的に征伐・刑断の大事を預かるようになり、その威権は大いに高まって宰相をも凌ぐ程となった。その一方で、石虎は一時の権勢を失い、彼の下を訪れるものは次第に減っていった。これにより、石虎の不満はさらに募った。
石勒は石虎が不満を抱いていると聞いたので、鄴へ赴いて石虎の邸宅へと向かった。そして、石虎へ向かって「汝の功績に並ぶ者はいないのだ。宮殿が完成したら、次は王（石虎）の邸第を築くので、卑小な事に囚われることのないように」と述べると、石虎は冠を脱いで拝謝した。すると石勒は「我は王と共に天下を取ろうとしているのに、謝する必要など無い！」と声を掛けた。

#### 石勒崩御
333年5月、石勒は病に倒れると、石虎・石弘・厳震を呼び出して禁中に控えさせた。だが、石虎は石勒の命と偽って石弘・厳震を始め内外の群臣や親戚を退けたので、誰も石勒の病状を把握出来なくなった。さらに、石虎は再び命を偽り、石宏・石堪を密かに襄国に召還した。石勒の病状が少し回復すると、石宏がいるのを見て驚き「秦王（石宏）は何故にここに来るか？王に藩鎮を任せたのは、正に今日のような日に備えるためではないか。誰かに呼ばれたのか？それとも自ら来たのか？誰かが呼んだのであれば、その者を誅殺してくれよう！」と声を挙げた。この言葉に石虎は大いに恐れ「秦王は思慕の余り、自らやってきたのです、今、送り返すところです。」と述べた。数日後、石勒が再び石宏について問うと、石虎は「詔を奉じてから既に発っており、今は既に道半ばと言った所かと思われます」と答えたが、実際には石宏を外に駐軍させ、帰らせなかった。
同時期、広阿で蝗害が発生すると、石虎は密かに子の石邃に騎兵3千を与え、蝗の発生箇所を巡回させた。
石勒はその病状がいよいよ悪くなると、群臣へ「大雅（石弘の字）はまだ幼いので、恐らく朕の志を継ぐにはまだ早いであろう。中山（中山王の石虎）以下、各々の群臣は、朕の命に違う事の無きよう努めよ。大雅は石斌と共に協力し、司馬氏の内訌を汝らの戒めとし、穏やかに慎み深く振舞うのだ。中山王は深く周霍（周公旦と霍光）を三思せよ。これに乗じる事の無い様に」と遺命を告げた。7月、石勒は崩御した。

### 石弘の時代

#### 朝権を掌握
石勒の死後、石虎はすぐさま石弘の身柄を抑えて朝廷に臨んだ。また、程遐・徐光を捕らえて廷尉に下し、やがて殺害した。さらに、子の石邃に兵を与えて宿衛に侵入させ、文武百官を支配下に置いた。石弘は大いに恐れ、石虎へ位を譲ろうとしたが、石虎は「君（君主）が薨じたならば、世子が立つものです。これは礼の常であり、臣はどうしてこれを乱せましょうか！」と応じなかった。だが、石弘は涙を流して頑なに位を譲ろうとしたので、石虎は怒って「もしその任に堪えられなかったならば、自ずと天下で大議が起こりましょう。どうして今その論を預かるに足りましょうか！」と言い放ち、遂に石弘を強制的に皇帝に即位させた。
同月、後趙の将軍石聡・譙郡太守彭彪は石虎を見限って各々東晋へ使者を派遣し、帰順を要請した。その為、東晋朝廷は督護喬球に将兵を与えて救援に向かわせたが、到着する前に石虎は兵を派遣して石聡らを誅殺した。
8月、石虎は丞相・大単于に任じられ、九錫を下賜された。また、魏王に封じられると、魏郡を始め13郡を封国とし、百官を全て取り仕切るよう命じられた。石虎は形式的にこれを固く辞退したが、しばらくしてからその命を受けた。また、石虎の妻鄭桜桃は魏王后に、子の石邃は魏太子に立てられ、石邃は使持節・侍中・大都督・中外諸軍事・大将軍・録尚書事、石宣は使持節・車騎大将軍・冀州刺史・河間王、石韜は前鋒将軍・司隷校尉・楽安王、石遵は斉王、石鑑は代王、石苞は楽平王、石斌は章武王となった。
石虎は石勒の時代からの文武の旧臣をみな左右丞相府の閑職に追いやり、代わって石虎の府に仕えていた側近に朝廷の重職を独占させた。また、太子宮を崇訓宮と改称して劉皇太后以下をみな移住させ、さらに美しく淑やかな者や、石勒の所持していた車馬・珍宝・服御から上品を選ぶと、全て自らの官署に入れた。

#### 相次ぐ造反
劉皇太后は石虎の振る舞いに憤り、彭城王石堪と共に密かに石虎討伐を目論んだ。劉皇太后らは謀議し、まず石堪が兗州に向かって南陽王石恢を盟主に推戴して挙兵し、さらに劉皇太后が詔をもって各地の諸将を集めるという手はずとなった。
9月、石堪は襄国を出ると軽騎兵を率いて兗州を強襲したが、攻略に手間取って落とす事が出来なかった。その為、南へ逃走して譙城に入った。石虎はこの事を知ると、配下の将軍郭太らを派遣して追撃を命じた。郭太らは石堪を城父において捕らえると、襄国へ送還した。石虎はこれを火炙りにして処刑し、劉皇太后もまた誅殺した。また、石恢を襄国に召還した。
10月、関中を統治する石生、洛陽を統治する石朗もまた各々石虎討伐の兵を挙げた。石生は秦州刺史を自称すると、東晋に使者を派遣して帰順を請うた。また、氐族酋長蒲洪はこの混乱に乗じて後趙から離反し、雍州刺史・北平将軍を自称すると共に西進して前涼の君主張駿に帰順した。石虎は子の石邃に襄国の守備を任せると、自ら歩兵騎兵併せて7万を率いて出撃した。軍を進めて金墉（洛陽城の一角）へ到達すると、迎え撃って来た石朗軍を破り、これを尽く潰滅した。こうして石朗を生け捕ると、足を切断してから処刑した。
さらに石虎は長安目掛けて軍を進めると、子の石挺を前鋒大都督に任じて前鋒とした。石生は将軍郭権に鮮卑の渉璝部の兵2万を与えて石挺を迎え撃たせ、石生自らも大軍を統率して後続し、蒲坂まで進んだ。石挺は郭権軍と潼関において交戦となったが、大敗を喫して戦死した。丞相左長史劉隗らもまた戦死し、屍は三百里余りに渡って連なった。これにより石虎は澠池まで撤退せざるを得なくなった。
その後、石虎は密かに郭権配下の鮮卑と裏取引を交わす事で、石生の背後を襲わせた。この時、石生は蒲坂に軍を留めており、石挺が敗死した事を知らなかったので、鮮卑の反乱に恐れ慄き、単騎で長安へ逃走した。郭権は離散した兵3千を再び集めると、渭汭において石虎配下の越騎校尉石広と対峙した。やがて石生は長安からも撤退して鶏頭山（鄠県の東にある）へと潜伏すると、将軍蔣英を長安の防衛として残した。石虎は石生の逃亡を知ると、軍を進めて関中に入った。そのまま長安へ侵攻すると、10日余りでこれを陥落させ、蔣英らを処断した。同時期、石生の部下は鶏頭山において石生を殺害すると、石虎に降伏した。郭権は恐れて隴西へと逃亡した。
石虎は諸将を分けて汧・隴に駐屯させると、雍州・秦州の漢人胡人10万戸余りを関東に移住させた。また、将軍麻秋を派遣して蒲洪討伐を命じると、蒲洪は2万戸を伴って再び石虎へ降伏した。石虎はこれを許して光烈将軍・護氐校尉に任じた。蒲洪は長安へ入ると、石虎へ「関中の豪傑と氐羌を京師に移して充実させるべきです。諸々の氐人は皆、我が家の部曲です。我が率いたならば一体誰がこれに背きましょうか！」と勧めた。石虎はこれに同意し、秦州・雍州の民と氐族・羌族の10万戸余りを関東へ移住させ、蒲洪を龍驤将軍・流民都督に任じ、枋頭（現在の河南省鶴壁市浚県）に駐屯させた。また、羌族酋長の姚弋仲を奮武将軍・西羌大都督に任じ、兵数万を率いさせて清河の灄頭に移らせた。
石虎は襄国に帰還すると、石弘に命じて大赦を下させた。また、石弘には自らに魏台の建設を命じるよう促した。これは魏が漢を輔けた（実質的には簒奪）故事に倣ったものである。
12月、郭権は上邽に拠ると、東晋へ使者を派遣して帰順を請うた。京兆・新平・扶風・馮翊・北地はみなこれに呼応し、石虎に反旗を翻した。334年1月、鎮西将軍石広は郭権討伐に向かったが、返り討ちに遭った。3月、石虎は将軍郭敖・章武王石斌に歩兵騎兵4万を与えて郭権討伐を命じ、郭敖らは華陰まで進んだ。4月、上邽の豪族は郭権を殺害すると、後趙に降伏した。石虎は秦州の3万戸余りを青州・并州の諸郡に移住させた。
長安出身の陳良夫は黒羌（部族名）へ逃走すると、北羌王薄句大らと結託して北地・馮翊を侵犯し、石斌・郭敖と対峙した。楽安王石韜らは騎兵を率いて薄句大の背後を突き、石斌らと挟撃してこれを破り、薄句大を馬蘭山へ敗走させた。郭敖は勝ちに乗じて深追いしたが、反撃に遭って大敗を喫し、7・8割の兵を失った。その為、石斌らは軍を収めて三城に帰還した。石虎はこの報に怒り、使者を派遣して郭敖を誅殺した。
同月、秦王石宏が石虎に対して怨み言を述べたとして、石虎は彼を幽閉した。

#### 石弘殺害
10月、石弘は自ら璽綬（天子の印と組紐）を携えて魏宮を詣でると、石虎へ帝位を譲る意を伝えた。これに石虎は「帝王の大業というものは、天下が自ずと議をなすものです。どうしてこれを自ら論じましょうか！」と拒絶した。
その後、尚書もまた石弘の意向を受けて「魏台（石虎）が唐・虞（堯・舜）の禅譲の故事に依る事を求めます」と奏じたが、石虎は「弘（石弘）は暗愚である。喪中にありながらこのような礼なき振る舞いを行うとは。万国の君となるべき存在ではない。これは廃するべきであり、どうして禅譲など受けようか！」と述べた。
11月、石虎は丞相郭殷に節を持たせて入宮させると、石弘を廃して海陽王に封じた。その後、石弘を程皇太后・秦王石宏・南陽王石恢と共に崇訓宮に幽閉し、やがて殺害した。群臣はみな涙を堪えられず、宮人は慟哭した。

### 石虎（居摂趙天王）の時代

#### 居摂趙天王に即位
群臣が魏台へ詣でて石虎へ位を継ぐよう勧めると、石虎は「王室は多難であり、海陽は自棄となった。四海の業は重く、故にその推し逼る所を免じ、これに従うとしよう。だが、朕が聞くところによると、その道が天地に適う者は皇を称し、その徳が人神と合う者は帝を称すると言う。皇帝とは盛徳の号であり、とても受けられる所ではない。居摂趙天王を称すべきである（居摂とは大臣が皇帝に代わって政治を執る事）」と述べ、その言葉通りに居摂趙天王を称した。そして、夔安を侍中・太尉・守尚書令に、郭殷を司空に、韓晞を尚書左僕射に、魏概・馮莫・張崇・曹顕を尚書に、申鍾を侍中に、郎闓を光禄大夫に、王波を中書令に任じ、文武百官もその功績に応じて各々任官し、子の石邃を太子に擁立した。また、廮陶県から柳郷を分け、停駕県を置いた。石虎は『天子は当に東北より来たる』という讖文があった事を理由に、法駕（皇帝の乗る車駕の一種）を備えて信都へ向かい、それから再び襄国へ帰還する事で讖文に応じようとした。
12月、後趙の徐州従事朱縦は徐州刺史郭祥を殺害すると、彭城ごと東晋に降った。石虎は将軍王朗に兵を与えて討伐を命じると、王朗はこれを破って朱縦を淮南へ敗走させた。
335年1月、石虎は大赦を下し、建武と改元した。また、尚書の奏事については世子の石邃にその裁決を委ね、郊廟の祭祀・牧守の選任・征伐・刑断に関しては自ら臨んだ。
この年、鸛雀台が崩壊し、責任者である典匠少府任汪を殺害すると、再びこれを修築して以前の倍の大きさとした。
石邃の保母は劉芝といい、もともとは巫術をもって昇進したが、石邃を養った事により大いに寵愛を受けるようになった。さらに賄賂を贈った事と、言論について預かった事により、朝廷を傾ける程の権力を手に入れた。彼女の一門はみな高貴な身分となり、彼女自身もまた宜城君に封じられたという。
3月、石虎は南遊を行い、長江に臨んでから帰還した。また、突騎10余りを派遣して歴陽に到達させると、東晋の歴陽郡太守袁耽はこの事を上表したが、騎兵の数について言わなかったので、朝廷は震え上がり、司徒王導は自ら迎撃に向かった。4月、成帝は諸将に歴陽救援と慈湖・牛渚・蕪湖の防衛を命じたが、後趙の騎兵がごく僅かである事を知ると、王導を退却させて袁耽を免官とした。
同月、石虎は征虜将軍石遇を中廬に侵攻させると、石遇は襄陽へ進んで東晋の平北将軍桓宣を包囲した。輔国将軍毛宝・南中郎将王国・征西司馬王愆期は荊州の兵を率いて救援に到来し、章山まで進んだ。石遇は20日に渡って攻勢を続けたが、兵糧が底を突き始めたのと疫病の蔓延により、軍を返して帰還した。
東晋の将軍淳于安は琅邪郡費県に侵攻すると、民を略奪してから軍を返した。
石虎はより広範囲から多くの租税を集めたいと考えていたが、運輸の労力が煩わしかった。その為、中倉に100万斛を入れると、残りは全て各地の水次（船舶の停泊する場所）に蓄えさせる事とした。また石虎は下書し、刑を贖うには銭を財帛に代えるか、銭が無くば穀麦を納めさせるよう命じた。これらは全て時価に従って歩合を定め、納められた物資については水次の倉に運ばせるようにした。
同年、冀州8郡において雨雹が降り、秋の収穫に大打撃を与えた。石虎は下書して自らを深く咎責すると共に、御史を派遣して各所の水次の倉に蓄えられていた麦を出させ、秋の収穫として支給した。最も被害が甚大だった地域については、労役を1年免除した。

#### 鄴へ遷都
石虎は鄴に遷都を考えるようになると、尚書は進み出て太常を派遣してこの事を宗廟に告げさせるよう請うた。これに石虎は「古より大事があった時は必ず宗廟に告げ、社稷には列しなかったという。尚書はこれについてどうすべきか詳議するように」と答えた。これを受け、公卿は太尉を派遣して社稷にもこの事を告げるよう請うと、石虎はこれに従った。
9月、鄴への遷都を決行した。石虎が鄴宮に入った時、大雨が周辺に降り注いだので、石虎はこれを瑞祥と捉えて大喜びし、死刑以下に大赦を下した。また、尚方令解飛に司南車（指南車）を作らせると、その構造が精微である事を称えて関内侯を賜爵し、甚だ厚く賞を下賜した。
散騎常侍以上には軺軒（最も簡便な兵車）に乗る事を許可し、また王公が郊祀する際は副車に乗り、4匹の馬に引かせ、龍旗は8旒と定めた。また、朔望（毎月1日と15日）の朝会に即しては軺軒に乗る事とした。

#### 仏図澄の重用
かつて、天竺の僧である仏図澄は石勒に付き従い、成敗を予言して幾度も言い当てた事により、石勒から篤く敬われた。石虎もまた彼を奉じて甚だ恭敬していたので、綾錦を衣として与え、彫輦（皇帝の乗る車の一種）に乗らせ、朝会の日に入殿する際には、常侍以下に仏図澄の輿を担がせ、太子・諸公がこれを扶けて上がらせた。また、代表の者が「大和尚」と唱えると、衆はみな立ち上がって仏図澄へ尊敬の意を表したという。
さらに、朝と夕には司空李農を仏図澄の住居へ訪問させ、太子・諸公には5日に1度訪問させる事など、その尊敬ぶりは比肩するものがなかった。国の人もこれに従い、多くの者が仏図澄に師事し、彼のいる方向で唾を吐いたり鼻水を垂らす者は独りもいなかった。これにより、後趙では仏教が広く信奉され、寺廟は争って造営され、多くの民が削髮して出家するようになった。だが、賦役を逃れる為だけに出家するような悪党も少なからずいたので、石虎はその真偽が入り混じっていた事から、詔を下して中書へ「仏とは国家の奉じる所である。里閭（村里）の小人は官爵もないのに、仏に仕えるべきと思うかね」と不満を漏らした。
著作郎王度らは議して「王者の祭祀というのは全て礼に則しているものです。仏とは外国の神に過ぎず、天子・諸華の祠を奉って応じるべきではありません。漢の初めに仏教の道は伝来しましたが、当時はただ西域の人のみが都邑（都市と村）に寺を建てて奉じる事を認めたに過ぎず、漢人はみな出家しませんでした。魏の時代においてもまた然りです。ですが、今や公卿以下が寺を詣でて焼香・礼拝を行っている有様であり、これは禁じるべきであります。趙人の中で沙門（仏法を修める事）を為す者については、還俗させるべきです」と述べると、朝士の中ではこの上奏に同意する者が多かった。だが、石虎は仏図澄のために書を下して「朕は辺境の地に生まれながら、恥ずかしも諸夏の君となり、こうして祭祀をするまでに至った。その本俗には従うべきであるが、夷・趙の百姓で仏に仕えることを望む者については、特別にこれを聞き入れるものとする」と述べた。

#### 宮殿の造営
前年より乱を起こしていた薄句大は険阻な地に拠って未だに抵抗を続けていた。その為、石虎は章武王石斌に精鋭騎兵2万と秦州・雍州の兵を与えて薄句大討伐を命じた。石斌は薄句大を破ると、これを平定した。
石虎は長楽・衛国を巡察すると、開墾されていない田畑や桑業が修まっていない所があったので、守宰を罷免してから帰還した。
12月、代国において政変が起こり、諸部族が反旗を翻して代王拓跋翳槐を放逐し、代わって拓跋紇那（先代の王であり、拓跋翳槐に追放されていた）を迎え入れた。その為、拓跋翳槐は鄴へ逃亡し、後趙の庇護下に入った。石虎は彼を厚く遇し、邸宅・妾・召使・宝物を奉じた。
336年11月、索頭郁鞠は衆3万を率いて後趙に降伏した。石虎は郁鞠の首領ら13人を親趙王に封じ、その部衆を冀州・青州を始めとした6州に分けた。
同月、石虎は襄国において太武殿の建造を、鄴において東宮・西宮の建造を開始し、12月にはいずれも完成した。太武殿の基は高さ2丈8尺、南北65歩、東西75歩であり、文石をもって石畳とした。また、穴を掘って伏室を作ると、衛士500人を配した。漆灌瓦・金璫・銀楹・珠簾・玉壁には究極の技巧を為し、殿上には白玉床・流蘇帳を施し、帳頂の冠を金蓮華とした。また、顕陽殿の後ろに霊風台9殿を建て、士民の女を選抜して殿を満たした。彼女らの服もまた珠玉であり、1万人余りが絹織物を羽織り、珍奇を愛でた。
殿内には女官18等を置き、宮人には占星術や弓馬の術を教育した。また、女太史を霊台に置いて星祥について仰観させ、雜伎の工巧は殿外にいる太史の実態と同じにした。さらに女騎兵千人を列し、みな紫の綸巾を身に着け、錦の褲・金銀を散りばめた帯・五文に織成した靴を着こなし、羽儀を執り、鼓吹を鳴らし、遊宴の際には随行させた。
民間で星讖について学ぶ事を禁じ、それでも学んだ者はみな死刑とした。直蕩（宿衛の側近兵）を龍騰とその名を改め、絳幘（紅色の頭巾）を冠とした。
当時、兵役が途切れる事無く続いたため、軍隊は休む暇が無かった。加えて日照り続きであったため、穀物が暴騰していた。金1斤で米2斗しか買えなくなり、百姓は嗷然とし、生計を立てる事もままならなくなっていった。
この年、石虎は牙門将張弥を洛陽へ派遣し、洛陽に置かれていた鐘虡・九龍・翁仲・銅駝・飛廉を鄴に移送するよう命じた。張弥は四輪の纏輞車にこれらを乗せて運んだ。纏輞車の轍の広さは4尺、深さは2尺であった。だが、運んでいる途上に1つの鐘が河に没してしまったので、300人を河に潜らせ、竹縄を括り付けてその縄を鹿櫨に回し、牛100頭にこれを引かせてようやく引き上げた。その後、1万斛の舟を建造して河を渡り、遂に鄴に到着した。石虎は大いに喜び、2年の刑罰を赦免し、百官には穀物や布絹を下賜し、民にも爵1級を下賜した。また、下書して「三載して績を考え、幽明を黜陟するのは（功績に合わせて人を評価し、それに即して登用する事）、先王の令典に則るものであり、政道の通塞である。魏は初め九品の制を建て、三年に一度これを清定した。未だその美は広がっていないが、縉紳（高官の者）は清く律され、人倫は鏡のように明るくなった。これ以来、改められる事無く用いられていた。先帝が天下を創臨すると、黄紙が再び定められた。選挙に至っては、銓を首格とした。自ずと清定される事はなくなり、三載して今に至る。そこで、主者は銓についてさらに論じ、揚清激濁（悪を除いて善を勧める事）に務め、九流（儒家・道家・陰陽家・法家・名家・墨家・縦横家・雑家・農家）を全て公平としよう。吏部の選挙については、晋氏の九班選制に拠るものとし、これを永らく揆法（大臣の法）とすべきである。選が終われば、中書・門下を経て三省に宣示し、然る後に実行する事とする。命によりこれを詔書に著すものとする。銓衡の命を奉らない者は、御史が弾劾して捕らえ、上奏するように」と命じた。
また、石虎は尚方令解飛の勧めにより、鄴の南で河に石を投じて飛橋の造成を始めた。しかし、数千億万の工費を掛けたにもかかわらず橋はなかなか完成せず、先からの食糧不足のために役夫の飢えが甚だしくなったため、結局工事は中止された。
また、令長に命じて若者を率いて山沢に分け入らせ、橡や魚を採って食糧を補充し、老弱な者を救済させようとした。だが、これらの物資は貴人や豪族に収奪されてしまい、民が得るものは無かった。また、富裕層の家に穀物を供出させ、それを飢えている人に配給を行い、公卿以下にも穀物を供出させてこれを援助をさせたが、奸吏の横領が止むことはなかった。これらは貸贍（無利子の貸借）という名目ではあったものの、実態としては全く機能していなかったという。

### 石虎（大趙天王）の時代

#### 大趙天王に即位
同月、左校令成公段に命じ、太い木棒の先端に庭燎（篝火）を造らせた。その高さは10丈余りあり、上盤には燎を置き、下盤には人を置き、太い綱で上下を止めた。石虎はその完成を見て喜んだ。
337年1月、太保夔安を始めとした文武官509人は石虎へ尊号を称するよう勧める為、宮殿へ向かった。だが、夔安らが入殿した時、庭燎の油が下盤に流れ出してしまい、20人余りの死者が出た。石虎は激怒し、成公段を闔門において腰斬に処した。
後日、石虎は夔安らの勧めを容れ、殷・周の制度に依るとして大趙天王を称した。南郊において即位すると、殊死以下に大赦を下した。祖父の㔨邪を武皇帝と、父の寇覓を太宗孝皇帝と追尊し、鄭桜桃を天王皇后に、子の石邃を天王皇太子に立てた。また、王に立てていた諸子をみな郡公に降封し、王に立てていた宗室を県侯に降封し、百官にも各々格差をつけて任官を行った。
この時期、太原の流民500戸余りが後趙から離反し、黒羌に亡命した。
武鄉郡長城県の流民である韓強が玄玉璽を発見した。その四方は四寸七分の長さがあり、亀紐には金文があった。韓強は鄴に出向いてこれを献上したので、その功績により騎都尉を拝命し、その一族は賦役や租税を免じられた。これを受け、夔安らは再び石虎の下へ進み出て「臣らは謹んで案じます。大趙は水徳であり、玄亀は水の精であります。また、玉は石の寶であり、分の数は七政を、寸の紀は四極を象徴しております。これは昊天が命を成したものであり、久しく違うべきではありません。そこで、史官に命じて吉日を選ばせ、礼儀を具えるのです。昧死して皇帝の尊号を称する事を望みます」と進言した。石虎は下書して「過ぎたる褒美が猥りに推逼されており、これが増えているのを覧じる度に恥じ入るばかりである。これは望む所ではなく、速やかにその議を止めるように。今、告始（瑞祥の始まり）は東より生じたものであり、京城の内外とは関係がはない。これに慶を表する事はない」と述べた。中書令王波は『玄璽頌』を献じ、これを称賛した。
この璽はもともと石虎が石弘の時代に造らせた物であったが、紛失した物を韓強がたまたま発見して献上したのだという。

#### 皇太子石邃誅殺
石邃は幼い頃より雄々しく聡明であり、成長すると勇猛となったので、石虎は常々彼を寵愛していた。その為、いつも群臣へ「司馬氏は父子兄弟で互いを滅ぼしあった。故に朕はここに至る事が出来た。もしそうでなかったならば、我にどうして今日があったであろうか。だが、朕には阿鉄（石邃の幼名）を殺す理否などありはせぬ」と語ると、左右の側近はみな「陛下は慈父であり、子は孝であります。どうしてそのようなことになりましょう」と答えたという。
しかし、石邃は百官を統率する立場になって以降、酒色に溺れて驕りたかぶるようになり、人の道に背く行為を行うようになった。いつも狩りや遊びに興じ、鼓楽が鳴り響くと宮殿に帰った。ある夜に宮臣の家に侵入すると、その妻妾と淫らな行為に及んだ事もあった。また、着飾った美しい宮人がいれば、その首を斬り落として血を洗い落とし、盤の上に載せては賓客と共にこれを鑑賞した。さらに、諸々の比丘尼で容貌が美しい者がいれば、強姦した後に殺害し、牛羊の肉と共に煮込み、これを食したという。左右の側近にもその肉を振る舞い、その味を知らせようとした。
また、石虎は河間公石宣・楽安公石韜（石邃の異母弟）もまた石邃同様に寵愛していたが、石邃はこれに嫉妬して彼らを仇敵のように恨んでいたという。
6月、石邃は尚書の事案を採決していた時、事あるごとに石虎に相談していたが、石虎はこれを患って「このような小事、報告するには足りぬ！」と怒った。またある時、石邃が相談しなかった事に不満を抱いて「どうして何も報告しなかった！」と怒った。一か月のうちに幾度も石虎より叱責を受け、鞭で打たれた事もしばしばであった。その為、石邃は私的な場で側近の中庶子李顔らへ、石虎の殺害を仄めかす様になった。
7月、石邃は病と称して政務を執らなくなり、密かに文武の宮臣500騎余りを率いて李顔の別宅において飲み交わした。この時、酔った勢いで河間公石宣の殺害を宣言すると、騎兵を従えてそのまま出撃したが、李顔らの反対と酔いが回った事により結局中止して家へ帰った。母の鄭桜桃はこの一件を知ると、石邃を諭そうとして宦官を派遣したが、石邃は怒ってその宦官を殺した。
かつて、仏図澄は石虎へ「陛下は幾度も東宮（皇太子の宮殿）へ赴かれるべきではありません」と語った事があった。石虎は石邃が病に罹ったと聞いて見舞いに行こうと思ったが、石邃の悪評は石虎の耳にも届いていたので、仏図澄の発言を思い出して行くのを中止した。その後、石虎は目を剥いて大言で「我は天下の主となった。それなのに、父子で互いに信じあえぬとは！」と叫び、信任している女尚書に命じて石邃の動向を窺わせた。石邃は依然として同じこと（石虎殺害かまたは石宣殺害）を叫び、剣を引き抜いて彼女を斬りつけた。石虎は怒り、側近の李顔ら30人余りを捕らえると、彼らへ詰問した。すると李顔はそれまでの経緯を具に語ったので、石虎は李顔ら30人余りを誅殺すると、石邃を東宮に幽閉した。
しばらくすると石邃を赦免し、太武東堂において引見した。だが、石邃は一切謝罪せずにすぐに退出してしまったので、石虎は使者を派遣して「太子が中宮において朝に応じたのだぞ、どうして邃（石邃）は去ってよいだろうか！」と告げさせた。だが、石邃は振り返らずに出て行った。これに石虎は激怒し、遂に石邃を廃して庶人に落とし、その夜に殺害した。妃の張氏や男女26人もまた併せて誅殺し、同一の棺に入れて埋めた。連座により宮臣・支党200人余りを誅殺し、鄭桜桃を東海太妃に落とした。代わって石宣を天王皇太子に立て、石宣の母である昭儀杜珠を天王皇后に立てた。

#### 段部を滅ぼす
同月、安定人の侯子光は自らを大秦国からやって来て小秦国の王となる存在であると豪語し、杜南山（現在の終南山）において数千人を集めて挙兵すると、李子楊と名を改めて大黄帝に即位して龍興と改元した。後趙の鎮西将軍石広はすぐさま討伐の兵を挙げると、迎え撃ってきた李子楊を撃ち破ってその首級を挙げた。
当時、段部の首領段遼は頻繁に後趙の国境を荒らしていた。11月、利害関係の一致する前燕君主慕容皝は将軍宋回を石虎の下に派遣し、称藩する代わりに段遼討伐を要請した。さらに、後趙が兵を挙げるならば前燕も全軍を挙げて呼応する事を約束し、その弟の寧遠将軍慕容汗を併せて人質として送った。石虎はこれに大喜びし、厚く返礼の言葉を送ると共に慕容汗を本国へ還してやり、翌年に共同で挙兵する事を約束し合った。
同年、石虎は将軍李穆に5千騎を与えて代領の大寧を攻め、拓跋翳槐（先代の代王。後趙の庇護下にあった）をここに移住させた。すると、部落の民6千余りが代王拓跋紇那の下を離れ、拓跋翳槐についた。これにより代王拓跋紇那は前燕へ逃亡したので、国人は再び拓跋翳槐を擁立し、かつて盛楽城があった場所の東南十里へ新たに盛楽城を築いて遷都した。
同年、仇池の第3代君主楊毅が族兄の楊初に殺害された。楊初は位を簒奪すると、その衆を纏め上げて仇池公を称し、後趙に臣従した。
338年1月、慕容皝は改めて都尉趙盤を石虎の下へと派遣し、出征の時期について確認した。これを受けて石虎は征伐を決行し、驍勇な者3万人を集めて全てを龍騰中郎に任じた。この時、段遼は従弟の揚威将軍段屈雲を派遣して後趙領の幽州へ侵攻させ、幽州刺史李孟を易京へ撤退させていた。石虎は桃豹を横海将軍に、王華を度遼将軍に任じ、舟師10万を与えて漂渝津から出撃させた。また、支雄を龍驤大将軍に、姚弋仲を冠軍将軍に任じ、歩兵騎兵合わせて10万を与えて段遼征伐軍の前鋒とした。
3月、趙盤が棘城に帰還すると、慕容皝もまた諸軍を率いて段部領である令支以北の諸城を攻撃した。段遼は弟の段蘭に迎撃を命じたが、慕容皝は伏兵に配置して奇襲を掛けて大いに破った。
石虎自らも金台まで軍を進めると、支雄を先行させて薊を強襲した。これにより段部勢力下の漁陽郡・上谷郡・代郡の諸太守は相継いで降伏し、瞬く間に四十を超える城が支雄の手に落ちた。さらに支雄は安次へ侵攻し、部大夫那楼奇の首級を挙げた。ただ段部配下の北平相陽裕だけは数千家の民を率いて燕山に立て籠もっていたので、諸将は陽裕に背後を突かれる事を恐れて攻めようとしたが、石虎は「裕は儒者であり、名節を惜しんで降伏を恥じているに過ぎん。何も為す事は出来んだろう」と言い、彼を放置して徐無まで進撃した。相次ぐ敗戦に段遼は恐れを抱き、令支を放棄して、妻子親族及び豪族千戸余りを率いて密雲山へ逃走をはかった。段遼の左右長史である劉羣・盧諶・崔悦らは府庫を封じてから石虎へ降伏を請うた。石虎は将軍郭太・麻秋に軽騎兵2万を与えて段遼を追撃させた。麻秋らは密雲山で段遼と遭遇すると、これに勝利して首級3千を挙げ、段遼の母と妻を捕えた。段遼は単騎で山中奥深くに逃げ込むと、子の段乞特真を使者として後趙に派遣し、表を奉じて名馬を献上して謝罪すると、石虎はこれを受け入れた。
石虎は令支の宮殿に入城すると、論功封賞を行った。また、段部の民2万戸余りを雍・司・兗・豫の4州に移らせ、士大夫の中で才行のある者はみな抜擢した。
その後、陽裕が山を下りて郡ごと降伏して来ると、石虎はこれを詰って「卿は昔、奴隷のように逃げ隠れたのに、今は士大夫としてやって来た。これは天命を知っているといえるのかね」と言うと、陽裕は「臣は昔、王公（王浚）に仕えながらその所業を矯正できませんでした。さらに、段氏のもとへ逃げ込んだものの、これも全うさせる事が出来ませんでした。今、陛下は天網を高く張り巡らせ、四海を籠絡しておられる。幽州・冀州の豪族は、風に靡くかの如く陛下のもとへ集っております。臣の如き才能ならいくらでも居りましょう。こうなった以上、臣の命はただ陛下の思いのままに」と答えた。これに石虎は喜び、陽裕を北平郡太守に任じた。
これより以前、北単于乙回は鮮卑の敦那に敗れて領土を放逐されていた。その為、石虎は遼西を平定した後、配下の李穆に敦那を攻撃させてこれを撃破し、乙回を復位させてから軍を帰還させた。

#### 棘城の戦い
5月、石虎は慕容皝が後趙軍と合流せずに単独で段遼を攻め、かつその利益を独占した事に不満を抱き、討伐を目論んだ。仏図澄は進み出て「燕は福徳の国であり、兵を加えるべきではありません」と諫めた。これに石虎は顔色を変えて「この城を攻めずして、どこの城なら勝てるというのか。この兵と戦わずして、誰がこれを防げようか。区々な小豎如きからどうして逃げようか！」と声を荒げた。太史令趙攬もまた「歳星が燕の分野を守っております。出兵しても功はなく、必ずや禍を受けるでしょう」と諫めたが、石虎はこの発言に怒って趙攬を鞭打って肥如長に降格した。
石虎が数十万の兵を率いて出征すると、前燕の人はみな震え上がった。また、石虎は四方に使者を派遣して寝返りを持ち掛けると、前燕の成周内史崔燾・居就県令游泓・武原県令常覇・東夷校尉封抽・護軍宋晃らはみなこれに呼応し、凡そ36城が帰順した。また、冀陽郡にいた流民は太守宋燭を殺害して石虎に降った。営丘内史鮮于屈もまた使者を派遣して石虎に降ったが、武寧県令孫興は官吏と民衆を説得して共に鮮于屈を捕らえ、これを処刑して籠城した。朝鮮県令孫泳もまた衆を率いて後趙を拒み、豪族の王清らは密謀して後趙に呼応しようとしたが、孫泳は先んじてこれを処断した。楽浪では領民がみな後趙に寝返ったので、太守鞠彭は郷里の壮士200人余りを連れて棘城へ戻った。
後趙軍は棘城に到達すると、四方から一斉に攻撃を仕掛けた。だが、前燕の玄菟郡太守劉佩は数百騎を率いて後趙軍に突撃して打撃を与え、兵を斬獲してから帰還したので軍の士気は挫かれてしまった。さらに前燕の将軍慕輿根らは昼夜に渡って力戦し、十日余りに渡って決死の防戦を続けた。これにより後趙軍は最後まで攻略することができず、石虎は遂に退却を決断した。これを見た慕容皝は子の慕容恪に胡人の騎兵二千を与え、早朝に決戦を挑ませた。諸門から一斉に軍を発すると、四面から雲が湧き上がるが如く兵が飛び出した。石虎はこれに大いに驚き、諸軍はみな甲を脱ぎ捨て遁走してしまい、斬獲された者は3万を超えた。ただ游撃将軍石閔（石虎の養孫）だけは一軍を全うして撤退したという。ここにおいて石虎は過ちを悟り、趙攬を召喚して太史令に復帰させた。この後の数年間で、滅ぼした段部の領土は前燕に奪われてしまう事となる。
その後、石虎は令支から軍を撤退させた。易京を通過した時、その堅牢さを憎んでこれを毀した。また、石勒の墓にも謁し、群臣と襄国の建徳前殿で朝会すると、今回の遠征に従った文武百官に格差をつけて褒賞を与えた。鄴に帰還すると、飲至の礼（宗廟で酒を飲み交わして戦勝報告をする事）を設け、戦利品については丞郎へ下賜した。また、段部配下であった劉群を中書令に、盧諶を中書侍郎に任じた。さらに、氐族の蒲洪をこれまでの功績により使持節・都督六夷諸軍事・冠軍大将軍・西平郡公とした。石閔は「蒲洪は才知傑出しており、彼の将兵はみな死力を尽くしており、その諸子も非凡な才覚を有しております。その上、強兵5万を擁して都城近郊に駐屯しております。秘密裏にこれを除き、国家を安定させるべきです」と進言したが、石虎は「我はまさに彼ら父子を頼みとして東呉（東晋）と巴蜀（成漢）を攻め取らんとしているのだ。どうして殺さなければならんのだ！」と述べて聞き入れず、逆にますます厚遇するようになった。

#### 前燕・東晋との抗争
同月、石虎は昌黎（前燕の主要都市）攻略を目論み、渡遼将軍曹伏に青州兵を与えて海を渡らせた。元々は蹋頓城に駐屯させようとしたが、水が引いており進めなかったので、予定を変更して海島に拠点を築くと、ここに300万斛の穀物を運び入れた。また、船300艘に30万斛の穀物を積み込むと、高句麗へ送り届けて修好を深めた（高句麗もまた前燕と抗争していた）。また、典農中郎将王典に1万余りの兵を与えて、海浜において屯田させ、青州においては船千艘を造らせ、前燕攻略の準備を進めた。
同月、石宣に歩兵騎兵合わせて2万を与え、朔方鮮卑の斛摩頭を攻撃させた。石宣は斛摩頭を撃破し、4万を越える首級を挙げた。
同月、冀州8郡において大規模な蝗害が発生した。これにより司隸は守宰（地方長官）を罰するよう請うたが、石虎は「これは政事が和を失った事によるものであり、朕の不徳の致す所である。守宰に委咎を望む（罪を帰す）のは、禹湯の罪己の義とは到底言えまい！司隸は讜言を進めず、朕を佐するに及ばず、無辜な者に咎を帰して、我の責を重くしようとした。白衣にて司隸を領させるべきだな」と叱責した。
これより以前、石虎は襄城公渉帰・上庸公日帰に兵を与えて長安を守らせていた。その両者より鎮西将軍石広が私的に恩沢を施して密かに不穏な動きをしている、と報告があった。石虎はこれに激怒し、石広を捕らえると鄴において処刑した。
子の石韜に金鉦・黄鉞を加え、鑾輅（天子の車駕）・九旒（冠）を与えた。
10月、代王拓跋翳槐が没した。代国の諸大人は弟の拓跋什翼犍を後継としようと考えたが、彼は当時人質として鄴に留まっていたので、代わりに次の弟の拓跋孤を立てようとした。だが、拓跋孤はこれを拒絶して自ら鄴へ赴くと、石虎へ「兄（拓跋什翼犍）は国へ帰り主君とならねばなりません。代わって私が人質となりますので、どうか兄を帰国させて下さいますよう」と申し出た。石虎は拓跋孤の気概に感心し、2人とも帰国させてやった。
12月、段遼は密雲山から使者を派遣して、石虎に降伏を願い出た。石虎はこれを認め、征東将軍麻秋に3万の兵を与えて百里の所まで進ませて段遼を迎え入れさせた。石虎は出発前に麻秋へ「降伏を受け入れるのは、敵と対するのと同じだ。将軍よ、軽視する事の無い様に」と忠告すると共に、段遼の旧臣であった尚書左丞陽裕を麻秋の司馬とした。この時、段遼は密かに前燕へも降伏の使者を送っており、協力して麻秋を奇襲する様持ち掛けていた。前燕君主慕容皝はこれに応じ、子の慕容恪に精騎兵7千を与え、密雲山に伏兵として潜伏させた。麻秋は段遼を迎え入れる為に軍を進めていたが、三蔵口において慕容恪から奇襲を受け、大敗を喫して7割近くの兵を失った。さらに混乱の中で馬を失ってしまい、走って逃げ戻った。陽裕と将軍鮮于亮は前燕軍により捕らえられた。石虎はこれを聞くと、驚きと怒りの余り食べていた料理を吐き捨てたという。この敗戦により、麻秋は官爵を削られた。
339年、石虎は下書して、諸郡国に命じて五経博士を立てさせた。石勒の時代には大小の学博士が設置されていたが、再び国子博士・助教を置いた。石虎は吏部の選挙から耆徳（徳望の高い老人）を外し、権勢を持った家柄の児童の多くを美官（高官）とした。また、郎中魏夐を免職して、庶人に降した。
4月、前燕の前軍師慕容評・広威将軍慕容軍・折衝将軍慕輿根・盪寇将軍慕輿泥らが後趙領の遼西へと侵攻し、千家余りを略奪して軍を返した。後趙の鎮遠将軍石成・積弩将軍呼延晃・建威将軍張支らは追撃を仕掛けたが、尽く返り討ちにされて呼延晃・張支は戦死した。
同月、段遼は前燕国内において謀叛を起こそうとするも失敗し、配下の数十人と共に殺され、その首は後趙へと送られた。
7月、皇太子石宣を大単于に任じ、天子の旌旗を建てさせた。
8月、東晋の荊州刺史庾亮が武昌を鎮守するようになると、配下の毛宝・樊峻を邾城へ出鎮させて北伐の拠点としたので、石虎はこれを患った。その為、夔安を大都督に任じると、石鑑・石閔・李農・張賀度・李菟の5将軍を従えさせ、5万の歩兵で荊州・揚州北辺に、2万の騎兵で邾城に侵攻させた。後趙軍襲来を聞いた毛宝は庾亮に救援を要請したが、庾亮は城を固く守って動かなかった。
9月、石閔は沔陰において東晋軍を破り、将軍蔡懐の首級を挙げた。夔安・李農は共に沔南を攻め落とし、石宣配下の将軍朱保は白石において東晋軍を破り鄭豹・談玄・郝荘・随相・蔡熊の5将を討ち取った。張賀度は邾城を攻め落とし、さらに邾西において毛宝を破り、6千人を討ち取った。毛宝・樊峻は包囲を突破して逃走したが、長江において溺死した。夔安は軍を進めて胡亭へ至ると、江夏へ侵攻し、将軍黄沖・義陽郡太守鄭進を尽く降した。夔安はさらに進んで石城を包囲すると、竟陵郡太守李陽の防衛を破って城を攻め落とし、5千人余りの首級を挙げた。その後、夔安は軍を撤退させると、漢東で略奪して7千戸余りを手に入れ、幽州・冀州へ移住させた。
当時、貴族の横暴・放縦がはなはだひどく、公然と賄賂が横行しており、石虎はこれを患っていた。そのため、殿中御史李巨を御史中丞に抜擢し、この事態に対処させた。これにより中外の百官は震え慄き、州郡もまた粛然とした。これを見た石虎は「朕が聞くところによると、良臣は猛獣の如くであり、街道を高歩したらば、豺狼は路を避けるという。これは正しかったな！」と喜んだ。
石虎は撫軍将軍李農を使持節・監遼西北平諸軍事・征東将軍・営州牧に任じ、令支を鎮守させた。李農は征北将軍張挙と共に3万の兵を率いて前燕へ侵攻し、凡城を攻撃した。前燕君主慕容皝は禦難将軍悦綰に千の兵を与えて防衛を命じた。悦綰は士卒の先頭に立って矢石に身を晒しながら防戦に当たり、李農らは力を尽くして攻めたが10日を経ても勝利出来なかった為、遂に撤退した。
王擢は上表して「雍秦二州の望族は東より移り住み、国境を守っておりますが、彼らは既に衣冠・華冑の身分となっているので、功績に免じて優遇を蒙らせるべきでしょう。そこで、皇甫・胡・梁・韋・杜・牛・辛などの十七姓に対して、その兵籍を免除し、旧族と同様の待遇とし、才能に従って評価を下すのです。また、故郷に帰りたがる者へは、これを聞き入れるのです。そして、これら以外については、例外を作るべきではありません」と述べた。
石虎は遼西が前燕との国境に接しており、幾度も攻襲にあっていた事から、当地の民を尽く冀州の南へ移した。
12月、太保桃豹が没した。
340年、成漢皇帝李寿へ信書を送り、共に東晋を攻略して天下を分ける事を提案した。李寿は大いに喜び、散騎常侍王嘏と中常侍王広を後趙へ派遣し、石虎へ聘問させた。また、戦艦を建造して兵備を整え、軍糧を準備したが、群臣らはみな叩頭して出兵を諌めたので、李寿は思いとどまった。
9月、尚書令夔安が没した。
石虎は前燕征伐の為、司・冀・青・徐・幽・并・雍の7州の民で、成人男子が5人いれば3人を、4人いれば2人を徴兵した。これと鄴城の旧兵と合わせた50万を満たす1万艘の船を準備し、河から海に抜けさせて、穀豆1100万斛を楽安城に運び込み、征軍の準備を行った。また、遼西・北平・漁陽の1万戸余りを、兗・豫・雍・洛の4州の地に移住させた。幽州から東の白狼へ向かい、大々的に屯田を行った。また、国家の領有する馬が少なかったので、私的に馬を畜する事を禁じ、悉く民間の馬を掠奪し、秘匿する者は腰斬に処した。これにより、凡そ4万匹余りを得た。さらに宛陽において大規模な閲兵を行い、前燕征伐を推し進めた。
石虎が即位して以降、用いるべき人材についてはみな擬官に選任し、令僕（尚書令・僕射）を経てから上奏が行われていた。その人が得られなかった場合、責任は令僕が負うものとされ、尚書・郎には及ばなかった。ここに至り、吏部尚書劉真は銓考の礼が失われていると述べたので、石虎は責任者を叱責すると共に、劉真に光禄大夫を加えて、金章紫綬を下賜した。
征士辛謐に几杖・衣服、500斛の穀物を下賜し、平原に邸宅を建築するよう命じた。
10月、慕容皝は自ら騎兵2万を率いて諸軍と共に柳城を発ち、後趙へ侵攻した。西に進んで蠮螉塞に出て、道行く後趙の守将をみな捕虜とし、進軍を続けて薊城に至った。後趙の幽州刺史石光は数万兵を擁して籠城した。前燕軍は武遂津を渡河して高陽に入った。通過した所で蓄えられていた穀物を焼き払い、幽州・冀州から3万戸余りを引き連れて帰還した。石虎は石光を懦弱であるとして咎め、召還した。

#### 諸子の放蕩
石韜を太尉に任じ、石宣と交代で尚書の奏事を決裁するよう命じた。褒賞・刑罰については自らの判断で決める事を許され、報告する必要も無かった。司徒申鍾はこれを諫めて「賞刑というものは、人君の大柄であり、他人に任せるべきではありません。悪い事象は芽生えたうちに摘み取り、乱を未然に防止すべきです。これをもって軌儀を示すものです。太子とは国の儲貳であり、その職は朝夕に膳を視る事であり、政務を預かるべきではありません。庶人邃（庶人に落とされて処刑された石邃の事）も政務を預かった事であのような事となり、あれは決して遠い昔の事ではありませんぞ。また、政治を二つに分権するのも、禍のきっかけとならないのは稀です。周では王子頽の釁、鄭では共叔段の難が起こりましたが、これはいずれも道を外れた寵によるものです。故に国は乱れて親は害されたのであり、陛下がこれを覧じる事を願います」と述べたが、石虎は聞き入れなかった。
中謁者令申扁は頭脳明晰にして弁舌が巧みであったので、石虎より寵愛されていた。石宣もまた彼とは親しくしていたので、国家の機密について任せるようになった。石虎が政務を執らなくなると、石宣は酒を飲んで遊び回り、石韜もまた酒色にふけって狩猟を好んだので、褒賞や刑罰はみな申扁に任せきりとなった。これにより申扁の権力は内外を傾ける程となり、二千石の身分が一門から多数輩出され、九卿以下はみな彼の後塵を拝したという。しかし、常侍盧諶・侍中鄭系・王謨・崔約ら10人余りだけは申扁と対等な関係を崩さなかったという。
燕公石斌は北方の国境を守備していたが、酒に溺れて狩猟に耽り、彼の側近もまた好き勝手に振る舞った。征北将軍張賀度はその振る舞いを幾度も諫めたが、石斌はこれに怒って張賀度を辱めた。この事が石虎に伝わると、石虎は石斌を杖刑百回の罰を与え、さらに主書の礼儀（人名）に節を与えて石斌を監視させた。それでも石斌は酒や猟を慎まなかったので、礼儀は法を引き合いに出して強く諫めたが、逆に怒りを買って殺害されてしまった。石斌はさらに張賀度をも殺害しようとしたので、これを知った張賀度は周囲の警護を厳重にした上で、石虎にこの事を報告した。張賀度からの報告が石虎に届くと、石虎は尚書張離に節を持たせ、さらに騎兵を与えて石斌の下へ派遣した。石斌は鞭刑三百を加えられ、生母の斉氏は殺害された。石虎は矢を番えて弓を引き絞り、石斌の刑罰を見守り、刑罰の執行に際して手加減を加えた刑吏を5人自ら殺害した。刑が終わると石斌を罷免して邸宅へ謹慎するよう命じた。また、石斌に親任されていた10人余りを誅殺した。

#### 前涼・成漢との関係
340年10月、前涼君主張駿は後趙の盛強さを恐れ、別駕馬詵を派遣して後趙へ入貢させた。石虎はこれを聞くと大いに喜んだが、その上表文が傲慢であった事から気分を害し、馬詵を斬ろうとした。石璞はこれを諌めて「今、国家が先に除くべきなのは遺晋（東晋）です。河右（河西）のような小さい地は取るに足りず、気にかけるほどもありません。今、馬詵を斬ったならば、必ず張駿を征討することとなり、南方討伐の為の兵を二分することになります。そうなれば、建康の君臣は数年の間命を延命させる事になります。それに、これに勝っても成果は乏しく、勝たなければ四夷の笑いものとなります。これを厚遇したほうがよいと存じます。もし彼らが考えを改め、臣下を率いて謝罪すれば、我らはこれ以上何を求めましょうか！迷って黙すようであれば、それからこれを討てばよいのです」と述べると、石虎はこれを思いとどまった。
これより以前の339年4月、成漢配下の李閎は東晋に捕らえられたが、この年に脱走して後趙に亡命してきた。これを知った成漢君主李寿は後趙へ書を送り、李閎返還を請うた。だが、その書には『趙王石君』と書かれていたので、石虎は不快感を示し、どうすべきか群臣に議論させた。中書監王波は「今、李閎は自らの命を賭して『もし蜀漢に反魂する事が出来たならば、宗族を纏め上げ、混同して王化させましょう』と自誓しております。これが言う通りとなれば、一旅の師を煩わせる事無く、梁益を定める事が出来ましょう。仮にこれが駆け引きであったとしても、ただ一夫が逃命したに過ぎず、趙においてどのような損失がありましょう！李寿は既に号を日月（天子）と同じくしており、一方に勢力を築いております。今、制詔してを与えれば、或いは報いてくれるやもしれませんが、戎裔である事を皮肉ってくるかもしれません。ここは書を以ってこれに答え、また併せて挹婁から送られてきた楛矢を贈り、寿に我らが遐荒（遠方の野蛮な地）をも服させる事が出来ると知らせてやるのです」と提案した。石虎はこれを聞き入れ、李閎へ手厚く備物を与えてから帰らせてやった。
李閎が成都に無事帰還すると、李寿は境内に誇示する為に「羯使が来庭し、楛矢を貢いできたぞ」と触れ回った。これを石虎は激怒し、王波を降格して白衣を以って中書監の職務に当たらせた。ただその一方、時期は不明だが、晋書によると李寿は後趙に小藩して建寧・上庸・漢固・巴征・梓潼の5郡を明け渡したとある。
341年10月、匈奴鉄弗部の大人劉務桓が後趙に朝貢して来た。石虎は劉務桓を平北将軍・左賢王に任じた。

#### 政治の破綻
後趙の横海将軍王華は水軍を率いて海道より前燕の安平を攻め、これを攻略した。
342年12月、石虎は鄴に宮室を盛んに建設し、台観（楼台）を40余り建てた。長安・洛陽の二宮にも造営され、この作役に関わった人は40万を越えた。さらに、鄴から襄国へ繋がる閣道も作りたいと考えた。
また、勅令を出して河南4州には南伐（東晋）の、并・朔・秦・雍の4州には西討（前涼）の、青・冀・幽の3州には東征（前燕）の準備をさせ、いずれも成人男子が3人いれば2人、5人いれば3人を徴兵させた。諸州で建造または徴兵に関与した者は50万人に及んだ。また、船夫17万人が水害により没し、虎狼に襲われて亡くなった者は3分の一を数えた。公侯・牧宰は競って私利を貪ったため、百姓の多くが失業して困窮し、その数は10の内7にまで及んだ。
貝丘出身の李弘という人物は、衆心の怨嗟に満ちている事から、姓名が讖（予言）に応じたと自称して、遂に姦党と結託して百僚を設置した。だが、石虎はこの事を知ると、すぐさま捕らえて誅殺し、さらに連座で数千家を殺害した。
石虎は狩猟・微行を頻繁に行っていたので、韋謏はこれを諫めて「臣が聞くところによりますと、千金の子というのは座す時には堂に垂れず、万乗の主というのは危には近寄らないとのことです。陛下は天生の神武を有し、四海に雄拠し、乾坤が深く賛じる所であり、慮いは万に一つもありません。しかしながら、白龍であっても魚服で出たならば、豫且（春秋時代宋の人）の禍があるとも言います。海若であっても潜遊すれば、葛陂の酷に罹するともいいます。深く願うのは、陛下が宮を清し路を蹕し、二神（白龍と海若）を模範とする事です。天下の重を疎かにしてはならず、斤斧の間を軽行すべきではありません。ひとたび狂夫が変を起こせば、龍騰の勇であっても対処する暇はなく、智士の計であっても設ける暇などありますまい！古えより聖王の宮室造営が、三農の隙に始められたのは、農時を奪わないためでした。しかし今、耕耘の盛んな時期であり、あるいは収穫の月で役を患っている所です。その為、頓斃した者が道に溢れ、怨声が路を塞いでおります。これは誠に聖君仁后が忍ぶ所ではありません。その昔、漢明（前漢の明帝）は賢君でありましたが、鍾離（鍾離意）の一言により徳陽の役を中止させました。臣はこの昔士を知り、誠に恥じ入るばかりです。言無くとも正しい選択が出来たらば、陛下の道は前王を越えたといえましょう。哀覧される事を願います」と述べると、石虎は韋謏を称賛し、穀帛を下賜した。しかし、建造・修繕は増加し、出歩く事も止めなかった。
秦公石韜は石虎から寵愛されていたので、太子石宣はこれを妬んでいた。その為、五兵尚書を領していた張離と結託し『秦・燕・義陽・楽平の四公（石韜・石斌・石鑑・石苞）は吏197人、帳下兵200人を置く事とし、それ以下の者は3分の1を置く事を認める。これにより余った兵5万は全て東宮（皇太子の宮殿）に配備するものとする』と定めた。これにより諸公は恨み、その溝はますます広がった。
征北将軍張挙を雁門より出撃させて索頭郁鞠の征伐を命じ、張挙はこれを撃ち破った。
石虎は制を下して「征士5人で車1乗・牛2頭・米を各々15斛・絹10匹を供出する事とする。用意できなかった者は、斬刑を以って論ず」と発し、江表を攻略する準備を行った。だが、百姓の生活は困窮しており、子を売って調達しようとしても、それでも用意出来なかった。その為、道路にはただ死を望む者が溢れかえり、このような者が後を立たなかった。
後趙の寧遠将軍劉寧は武都の狄道へ侵攻し、これを陥落させた。
343年7月、後趙の汝南郡太守戴開は数千の兵を率い、東晋の荊州刺史庾翼に降った。
8月、皇太子石宣に兵を与えて鮮卑斛谷提の討伐を命じた。石宣は出撃すると、斛谷提を大破して3万の首級を挙げた。
石虎は再び州郡の吏馬1万4千匹余りを収奪すると、曜武関の将兵に分配した。また、馬主についてはみな税を1年免除した。
宇文部の大人宇文逸豆帰は逃亡中であった段遼の弟段蘭を捕らえ、駿馬1万匹と共に後趙へと送った。石虎は段蘭の罪を赦し、鮮卑五千人を与えて元々の段部の本拠地であった遼西郡令支県に駐屯させた。これにより、後趙の従属化にはあったものの、段部は復興する事となった。だが、段蘭は度々後趙に背いては石虎を煩わしたという。
344年1月、石虎は太武殿で群臣を宴会を行うと、白雁百羽余りが馬道に南に集まった。石虎はこれを射る様命じたが、誰も当てる事が出来なかった。趙攬は密かに石虎へ「白雁が庭に集うのは、宮室が将に空となる象徴です。南へ行くべきではありません」と告げた。石虎はこの時、三方へ出征を計画しており、諸州の兵百万余りを集めていたが、趙攬の進言を聞き入れて征伐を中止し、宣武観において閲兵を行うのみに留めた。
燕公石斌を使持節、侍中、大司馬、録尚書事に任じた。また、左右の戎昭将軍・曜武将軍を新設して位を左右の衛将軍の上とし、東宮には左右の統将軍を設けて位を四率の上とした。さらに、上・中光禄大夫を置いて左右光禄大夫の上とし、鎮衛将軍を置いて車騎将軍の上とした。
同月、前燕は宇文部討伐の兵を興した。宇文部は以前より後趙に甚だ謹ましく仕え、代々に渡って貢献を続けていた。その為、前燕が宇文部へ侵攻したと聞き、石虎は右将軍白勝・并州刺史王覇を甘松より出撃させ、救援を命じた。だが、既に宇文部は滅ぼされていたので、彼らは方針を変えて威徳城へ侵攻したが、勝利できずに撤退した。この時、前燕の将軍慕容彪より追撃を受け、白勝らは撃ち破られた。
4月、後趙の将軍王擢は三交城において前涼の寧戎校尉張瓘と交戦するも、敗北を喫した。
石宣の淫虐は日を追う毎に悪化していたが、これを石虎に告げようとする者はいなかった。ただ、領軍王朗は石虎を諫めて「今年は寒さが厳しく雪も多く降りましたが、皇太子（石宣）は人を使って宮廷の木を伐採させ、漳河から水を引き込みました。徴発された者は数万人に及び、怨嗟の声が満ちております。陛下はこのような状況で出遊なさるべきではないかと」と述べると、石虎はこれに従ったが、石宣はこの発言に憤り、王朗の殺害を考えるようになった。同月、熒惑（火星）が房宿に入るという出来事が起こると、石宣はこれを機に王朗を陥れる事を考え、太史令趙攬に命じて上言させて「房とは天王の事であり、今熒惑がこれに入りました。その禍は些細なものではありません。貴臣で王姓の者を処断し、これを対処すべきです」と勧めると、石虎は「誰をそうすべきか」と問うた。趙攬は「王領軍（王朗）より貴いものはおりません」と答えたが、石虎は王朗の才を惜しみ、趙攬へその次について尋ねた。すると、趙攬は「その次は中書監王波であります」と述べた。これにより石虎は詔を下して王波の過去の失敗（李閎を成漢に帰還させた件）を蒸し返して罪に問い、これを腰斬に処した。彼の4人の子も同罪となり、屍は漳水に投げ込まれた。しばらくして、石虎は無実にもかかわらず処断してしまった事を憐れみ、王波に司空を追贈してその孫を侯に封じた。
後趙の平北将軍尹農は前燕の凡城を攻めたが、勝利できずに撤退した。石虎は尹農を庶人に落とした。
東晋の征西将軍庾翼は梁州刺史桓宣を派遣し、後趙の将軍李羆を丹水において攻めたが、李羆はこれを返り討ちにした。
義陽公石鑑は関中の統治を任されていたが、石鑑はしばしば民を労役に駆り出し、さらに重い税を課していたので人心を失っていた。345年1月、友人である李松は石鑑へ「文武官で長髮な者から、その髪を抜いて冠纓とし、残りは宮人に与えるのです」と勧めた。石鑑はこれに従ったが、髪を抜かれた長史はこの一件を石虎へ報告した。これを聞いた石虎は激怒し、右僕射張離を征西左長史・龍驤将軍・雍州刺史に任じて調査を命じた。その結果事実であった事が判明すると、石虎は石鑑を更迭して鄴に呼び戻し、李松を逮捕した。代わって石苞が長安の統治を任された。
石虎はかねてより狩猟を好んでいたが、晩年になると身体が重くなり、鞍に跨る事が出来なくなった。その為、猟車千乗を造らせ、その轅長は3丈、高さ1丈8尺、網の高さ1丈7尺であった。また、格獣車40乗を造らせ、三級の楼車二層をその上に立て、期日を定めて猟に出た。そして、霊昌津を出て南は滎陽まで、東は陽都までを猟場とするため、御史にその範囲について監察させた。また、獣を捕えたり罪を犯した者は大辟（死刑）とした。御史はこれを利用して威福を独占し、百姓で美女や良い牛馬を所有している者にはそれを差し出すよう命じ、応じなかった者は獣を捕らえる罪を犯したと誡告した。これにより、100家余りが死罪となり、海岱・河済の間にいる人々は安心する事が出来なくなった。
石虎は雍・洛・秦・并の4州より16万人を徴発し、長安に未央宮を造営させた。さらに諸州より26万人を徴発し、洛陽宮の修復に当てた。また、百姓から牛2万頭余りを徴発し、朔州の牧官に分配した。
女官24等、東宮12等を増置し、諸公侯70国余りにもみな女官9等を置いた。これより以前、百姓の娘で13歳以上20歳以下の者3万人余りを大々的に徴発し集め、3等の邸宅に分配した。郡県ではその旨に従い、自らの昇進の為に美淑な者を集める事に躍起になり、9千人余りの婦人が強奪された。また、百姓の妻で美色のある者は、豪族がその夫を脅迫して自殺に追い込む事態が発生し、殺されるか自殺した夫は三千人余りに及んだ。石宣や諸公もまた私的に命を降して女を集め、これも1万に及んだ。集められた全てが鄴宮に集められると、石虎は簡第において諸女と面会し、大いに喜んだ。そして、12人もの使者が列侯に封じられた。これにより荊・楚・揚・徐の地の間では人民が流離してしまい、殆どいなくなった。宰守もまたこの事態に対処する事が出来ず、獄に下されて誅殺された者は50人を越えた。金紫光禄大夫逯明は幾度も固く石虎を諫めたが、石虎は激怒して龍騰中郎を派遣して逯明を拉致し、殺害させた。これにより朝臣は口を閉ざすようになり、仕官してもただ禄を食むだけとなった。
石虎はいつも女騎兵千人を行幸の際には陳列させ、全員に紫の綸巾・熟錦の袴・金銀を散りばめた帯・五文に織成した靴を身に着けさせ、戲馬観へ出遊した。観上には詔書の五色紙が木で出来た鳳の口に置かれてあり、鹿盧（滑車）を回転させると、あたかも飛翔しているかのように見えた。
8月、東晋の豫州刺史路永が反乱を起こして後趙に降った。石虎は路永を寿春に駐屯させた。
12月、冠軍将軍姚弋仲に持節を与え、十郡六夷大都督・冠軍大将軍に任じた。
石虎は征東将軍鄧恒に数万の将兵を与えて楽安に駐屯させ、攻具を準備させて前燕攻略を計画させた。これに対して慕容皝は平狄将軍慕容覇（後の慕容垂）を派遣して徒河を防衛させた。鄧恒はこれを恐れ、侵犯する事が出来なかった。
346年5月、後趙の中黄門厳生は尚書朱軌に恨みを抱いており、当時長雨が続いて道路整備が滞っていた事もあり、厳生は朱軌が道路の補修を怠り、さらに朝政を誹謗していると讒言した。その為、石虎は朱軌を捕らえたが、蒲洪は「陛下は既に襄国・鄴の宮殿を有しており、その上で長安・洛陽の宮殿を修復しておられます。一体これを何に用いるというのでしょう。また、猟車を千乗も造り、数千里も囲って禽獣を養われ、人妻10万人余りを奪って後宮に入れておられます。聖帝明王がこのような事を為しましょうか？今また、道路が修繕されていないという理由で尚書を殺そうとしておられますが、これは陛下が徳のある政治を修められない事から、天が7旬にも及んで淫雨を降らせたのが原因ではないでしょうか。しかも。晴れてからまだ2日であり、これでは100万の鬼兵を用いたといえども、道路の破損を除く事など出来ません。ましてや、これは人がやる事です！政刑がこのようでは、四海はどうなりましょうか！後の代はどうなりましょうか！願わくばこの作役を中止し、苑囿（動物の囲い場）を廃止し、宮女を返し、朱軌を赦免し、衆人の望みに応えて下さいますよう」と、強く諫言した。石虎はこれを快く思わなかったが、蒲洪を処罰する事は無かった。また、長安と洛陽の労役については中止としたが、朱軌は処刑された。これ以降、石虎は「私論朝政の法」を立法し、官吏がその上司を、奴隷がその主人を告発することを許可したが、これによって公卿以下の朝臣は目を合わせて意思を疎通させるようになり、必要以上に談話しなくなった。

#### 前涼征伐
同年、張駿の死を好機と見た石虎は、涼州刺史麻秋・将軍王擢・孫伏都らを前涼へ侵攻させた。王擢は武街を攻略して護軍曹権・胡宣を捕らえ、七千家を超える民を雍州へ強制移住させた。さらに、麻秋・孫伏都は歩騎3万を率いて金城を攻略し、太守張沖を降伏させた。涼州は大混乱に陥り、前涼の民は恐怖におののいた。張重華は国内の兵を総動員し、征南将軍裴恒を総大将にして後趙軍を迎撃させた。裴恒は出撃すると、広武まで進んで砦を築いたものの、敵の勢いを恐れて戦おうとしなかった。その為、張重華は主簿であった謝艾を中堅将軍に抜擢し、5千の兵卒を与えて麻秋を攻撃させた。謝艾が兵を率いて振武から出陣すると、麻秋は迎撃するも大敗を喫し、将軍綦毋安を始めとして5千の兵を失って金城へ撤退した。
その後、金城が再び前涼の支配下に入ると、麻秋は再度攻めてこれを下した。県令の車済は降伏せず、剣により自害した。その後、麻秋は大夏を攻撃すると、前涼の護軍梁式は太守宋晏を捕らえ、城を挙げて降伏した。麻秋は宋晏に書を持たせ、前涼の宛戍都尉宋矩の下へ派遣し、降伏を促させた。だが、宋矩はこれを拒絶して妻子を殺した後に自殺した。
347年、石虎は桑梓苑において自ら藉田を耕し、皇后杜珠が近郊において先蚕の礼を行った。その後、襄国へと赴いて石勒の墓に謁した。
4月、麻秋に8万の兵を与えて枹罕を攻撃させた。前涼の晋昌郡太守郎坦・武城郡太守張悛・寧戎校尉常據は枹罕城を固守すると、麻秋は幾重にも城を包囲し、雲梯を揃えて地下道を掘り、四方八方から同時に攻めた。だが、枹罕城の守りは固く、麻秋軍は数万の兵を失った。これを受け、石虎は将軍劉渾に2万の兵を与え、麻秋の援軍として派遣した。郎坦は後趙に寝返ろうと目論み、軍士の李嘉へ命じて後趙兵千人を密かに城壁へ導かせたが、常據に阻まれて失敗した。さらに、常據により攻城戦の道具も焼き払われ、麻秋は大夏まで退却する事を余儀なくされた。
石虎は征西将軍石寧に并州・司州の兵2万余りを与えて麻秋の後続とし、前涼征伐を継続させた。これを聞くと、前涼の将軍宋秦は2万戸を率いて降伏した。張重華は謝艾を使持節・軍師将軍に任じ、3万の兵を与えて臨河まで進軍させた。麻秋は3千の精鋭兵に命じて突撃させたが、謝艾は別将張瑁を別道から麻秋軍の背後へ回り込ませ、奇襲を仕掛けた。これにより軍は混乱して後退し、謝艾は勢いに乗って進撃した。麻秋は大敗を喫し、杜勲・汲魚の2将を失い、1万3千の兵が捕らえられた。麻秋自身は単騎で大夏まで逃げ帰った。
5月、麻秋は石寧らと共に再び前涼へ侵攻し、12万の軍勢で河南へ駐屯した。また、劉寧・王擢を派遣して晋興・広武・武街を攻略させ、洪池嶺を越えて曲柳まで進撃させた。張重華は将軍牛旋に迎撃を命じたが、牛旋は枹罕まで退いて交戦しようとしなかったので、姑臧の民は大いに動揺した。その為、張重華は謝艾を使持節・都督征討諸軍事・行衛将軍に、索遐を軍正将軍に任じ、2万の軍勢を与えて敵軍を防がせた。劉寧は沙阜において別将の楊康に敗れ、金城まで退却した。
7月、石虎は孫伏都・劉渾の両将に2万の兵を与え、麻秋と合流させた。麻秋らは進軍して河を渡ると、金城の北へ長最城を築いた。謝艾は神鳥に陣を布くと、迎え撃って来た王擢を打ち破り、後趙軍を河南まで押し返した。8月、謝艾はさらに進撃して麻秋と交戦し、これを撃破した。遂に麻秋は金城まで撤退した。この報告を受け、石虎は「我は一軍の兵だけで九州を平定した。それが今、九州の総力を挙げても枹罕ごときを落とせない。前涼に有能な将軍が居る限り、手が出せん！」と大いに嘆いた。
8月、沙門呉進は進み出て石虎へ「胡運が衰え、晋が復興しようとしております。晋人に苦役を課し、その気を厭うべきでかと」と勧めると、石虎は尚書張群を派遣して近郡の男女16万人、車10万乗を徴発し、華林苑の造営の為と鄴北に長壁を築く為、土を運ばせた。長壁は数十里にも及んだので、趙攬・石璞・申鍾は共に上疏して「今、天文は錯乱し、百姓は疲弊しております。また、苦役を大興するのは明主のやる事ではありません。どうか民を惜しんでくださいますよう」と述べた。その言葉は甚だ切直であったが、石虎は「苑や壁が朝に完成したならば、我は夕に死のうとも恨みはない」と言い放ち、趙攬らの要請を容れず、張群を促して燭を灯して夜通しで作業するよう命じた。こうして三観・四門が完成した。そのうち三門には水を引き込み、全てに鉄扉を設けた。だが、暴風と大雨が起こり、数万人の死者を出した。また、北城を穿鑿して華林園に水を引き入れたが、これにより城が崩壊し、圧死した者が100人を越えた。
9月、麻秋はまたも前涼へ侵攻すると、将軍張瑁を撃破し、3千人余りの首級を挙げた。枹罕護軍李逵は大いに恐れ、7千の兵を従えて麻秋に降伏した。これにより、黄河以南の氐族・羌族は尽く後趙の傘下に入った。
石虎の命により、石宣は山川において遊猟を行い、福を祈願する事となった。石宣は大輅に乗り、羽葆・華蓋を携え、天子の旌旗を建てると、16軍総勢18万で金明門より出発した。石虎は後宮の陵霄観に昇ってこれを望むと、笑って「我が家の父子はこのようである。自ずと天崩地陷でもしなければ、何を憂おうというのか！ただ子を抱いて孫と戯れ、日々楽しむのみである」と述べた。
石宣は馳逐する事を好み、行く先々の行宮においてこれを行った。人を列と為して周りを広く囲ませ、四面は各々百里ほどとなった。そこで禽獣を走らせ、暮れに至ると一か所に集めた。文武の官吏達を跪かせて動かないよう命じ、囲みを守らせた。かがり火により昼のように照らし出された。精鋭百騎余りを走らせて射撃を命じ、石宣は姫妾と共に輦（乗輿）でこれを見物し、帰るのを忘れる程楽しんだ。獣が尽くいなくなると、狩猟を終えた。逃げ出した獣も居たが、逃がした者に爵位が有れば馬を奪って1日徒歩で歩かせた。爵位が無くば鞭打ち100回とした。余りにも峻制厳刑であったため、文武官は戦慄し、飢えや凍えにより1万を超える士卒が亡くなった。石宣は弓馬や衣食を全て天子の所有物であると称し、これに反発する者は禁罪を冒したとして罪とされた。一行は3州15郡を通過したが、通過した場所には資産は何も残らなかった。
石虎はまた石韜にも継いで出発させ、并州を出て秦州・雍州へ至る経路も同様であった。石宣は同列に扱われた事に激怒し、ますます石韜を妬むようになった。宦官趙生は石宣から寵愛を受けていたが、石韜からは重んじられなかった。その為、密かに石韜を除くよう石宣へ勧めた。これにより、石宣は石韜の謀殺を考え始めるようになった。

#### 皇太子石宣の造反
348年4月、石虎は石韜もまた寵愛していたので、石宣に代わって太子に立てようと考えた事もあったが、石宣の方が年長だったので実行しなかった。ある時、石宣は石虎に逆らうと、石虎は怒って「韜（石韜）を立てなかったのは失敗であった！」と言ってしまった。これを聞いた石韜は益々傲慢となり、太尉府（石韜は太尉）に堂を建てると宣光殿と名付け、敢えて石宣の名を用いて侮辱した。これに石宣は激怒し、遂に側近の楊柸・牟成・趙生と共に石韜暗殺を決断し、さらには喪に臨んだ石虎を殺害して国権を掌握しようと画策した。
8月、夜に石韜は東明観において側近と酒宴を催し、そのまま仏精舍にて宿泊した。石宣は楊柸らに命じて獼猴梯（細長い梯子）を掛けて宿舎に侵入させ、これにより石韜は殺害されてしまった。
夜が明けると、石宣はこの事件を上奏した。石虎は驚愕して卒倒し、しばらくしてから意識を取り戻した。その後、宮殿を出て喪に臨もうとしたが、司空李農はこれを諫めて「秦公（石韜）を害した者は未だ判明しておりません。もし賊がまだ京師（鄴）に居るのであれば、軽々しく出歩くべきではありません」と諫めたので、石虎は自ら喪事に臨むのを中止し、警戒を厳重にしてから太武殿において哀悼した。
石宣は素車に乗り込んで千人を従え、石韜の喪に臨んだものの、涙を流す事なく「呵呵」と言うのみであり、衾を開いてその屍を見ると、大笑いしてから去った。また、大将軍記室参軍鄭靖・尹武らを捕らえると、彼らに石韜殺害の罪を着せた。だが、石虎は石韜を殺したのは石宣ではないかと疑っており、彼を召し出して真偽を正そうとしたが、警戒して入ってこないのではと考え、母の杜珠が悲しみの余り危篤に陥ったと偽り、石宣を招聘した。石宣はこれに疑う事なく中宮に入ると、石虎はこれを抑留した。
史科という人物は石宣の謀略を知っていたので、石虎へ「韜（石韜）が死した夜、東宮長が楊柸の家に上がりました。その後、楊柸は夜に5人の男と共に外から帰ってきて『大事は既に定まった。後は、大家・老寿となる事を願うのみだ。我らが富貴とならない事は無い』と互いに言い合っており、話し終えると家の中へと入りました。この科の寝所が暗中であり、楊柸からは見えていなかったでしょうが、念のために科はこの後すぐに寝所を抜け出し、身を隠しました。すると、やがて楊柸は2人を伴って科を探しに出しましたが、見つからなかったので、楊柸は『宿客の1人が、我らの話を盗み聞いていた者が向こうにいると言っていた。これを殺して、口舌されるのを断たねばならん。今、逃げられてしまえば、大事となってしまう』と言っておりました。この科は土塀を越えてどうにか逃げ果せました」と、事の全てを報告した。これにより、石虎は楊柸・牟成を捕らえるよう命じたが、彼らは逃亡してしまった。ただ趙生を捕らえる事に成功し、彼を詰問したところ、すべて白状した。石虎の悲憤はいよいよ尋常ではなくなり、石宣は席庫に幽閉され、顎に穴を空けられて鉄環を着けられ、鎖に繋がれた。また、石虎は数斗の木槽を作らせると、羹飯を和えさせ、猪狗のように食させた。石虎は石韜が殺された刀箭を手に取ると、その血を舐めて泣き叫び、宮殿が震動するほどであった。仏図澄は「宣・韜はいずれも陛下の子です。今、韜の為に宣を殺そうとしておりますが、これは禍を重ねるだけです。陛下はもし慈恕の心で接するならば、福祚は長くなるでしょう。もしこれを誅するならば、宣は彗星となって鄴宮を一掃してしまうでしょう」と諫めたが、石虎は従わなかった。
鄴の北に柴を積んでその上に標を立て、標の末端には鹿盧を置いて穴を明けて縄を通させ、梯にも柴を積み上げた。そして石宣をその下に送ると、石韜の側近である宦官郝稚・劉覇に髪と舌を引き抜かせると、これを牽いて梯に昇らせた。郝稚は縄を石宣の顎に通し、鹿盧で絞り上げた。劉覇はその手足を切断し、眼を斬って腸を潰し、石韜と同じような状態にした。さらに、四面から柴に火を放つと、その煙炎は天にも届かくほどとなった。石虎は劉昭儀以下数千人と共に中台に昇ってこれを見物した。火が消えると、その遺灰を諸門の道中にばらまいた。彼の妻子9人もまた殺害される事となったが、石宣の末子はまだ数歳であり、石虎はかねてより可愛がっていた。その為、彼を抱きよせると憐れんで涙を流した。その子が「子にも罪はあるのでしょうか」と訴えたので、石虎はこれを赦そうと考えたが、大臣はこれを聞き入れず、抱えていた子を取り上げた。その子は石虎の衣を挽いて泣き叫んだが、帯は断ち切られて連行され、処刑された。これを見て涙を流さぬ者はおらず、石虎はこれにより発病してしまった。天王后杜珠は廃されて庶人に落とされ、彼の側近300人、宦官50人はみな車裂きの刑によりばらばらとなり、遺骸は漳水へ捨てられた。東宮は猪牛を養う場所として汚され、東官の衛士10万人余りは流罪が決まった。
これより以前、趙攬は石虎へ「宮中に将に変が起こります。これに備えられますよう」と告げていた。その為、石虎は趙攬が石宣の謀略を知っていながら黙っていたのではないかと疑い、趙攬もまた誅殺されてしまった。
貴嬪柳氏は尚書柳耆の娘であり、才色兼備であったので石虎から甚だ寵愛されていた。しかし、彼女の二兄は石宣と親しい間柄であったので、彼女もまた連座により殺された。その後、石虎はその姿色が忘れられず、再び柳耆の末娘を華林園に迎え入れた。

#### 石世擁立
9月、石宣が誅殺された事に伴い、石虎は群臣と共に誰を新たな皇太子に立てるか議論を行った。太尉張挙は進み出て「燕公斌（石斌）は武略を有し、彭城公遵（石遵）は文徳を有しております。陛下がどちらかを選ばれるとよいかと」と述べると、石虎は「卿の言は正に我が意である」と喜んだ。だが、張豺は石虎が老病である事に付け込み、石世を皇太子に擁立して劉氏を皇后に立てる事で、自らが輔政の任に就く事を目論んだ（劉氏はもともと前趙皇帝劉曜の娘であったが、前趙征伐の折に張豺が捕らえ、石虎に献上していた）。その為、張豺は石虎へ「燕公の母（斉夫人）は賤しい身分であり、燕公自身もかつて過ちを犯しました。彭城公の母（鄭桜桃）はかつて太子の事で廃されており（最初の皇太子である石邃もまた鄭桜桃の子）、今これを再び立てる事で不和が生じる事を臣は恐れてます。陛下におかれましては、どうかこの事を慎重に考慮下さいますよう」と述べた。さらに張豺は「陛下は二度に渡って皇太子を立てられましたが、彼らの母はいずれも卑しい娼婦に過ぎません。故に禍乱が相次いだのです。今回は母が貴く、自らは孝行な者を選び、これを立てるべきであると存じます」と勧めた。これに石虎は「それは卿の言う事ではない。太子を誰にするかは我が決める」と述べて張豺を窘めたが、結局この言葉に従って石世を太子に立てる事を決断した。
その後、石虎は再び群臣を集めて東堂において議論すると、群臣へ向けて「我は三斛の純灰で腸を自ら洗ったが、これによって穢れてしまったからか、専ら悪子ばかり生まれるようになってしまった。みな二十歳を過ぎれば、忽ち父を殺そうとする！今、世（石世）は十歳であるが、二十歳に近づく頃には、我は既に老いてこの世にいないであろう」と述べた。張挙・司空李農は石虎の意を察して議を定め、石世を太子に立てる上書を公卿に出させるよう命じた。だが、大司農曹莫だけはこれに署名しなかった。石虎の命により、張豺は使者として曹莫の下へ向かうと、その理由を問うた。すると、曹莫は頓首して「天下は重器であり、少（幼少の君主）を立てるべきではありません。故に敢えて署名しませんでした」と述べた。張豺は戻ってこの事を伝えると、石虎は「莫（曹莫）は忠臣であるな。しかし、朕の意が届いていないようだ。張挙と李農は我が意を知っているであろうから、彼を諭させるべきだな」と述べ、説得に当たらせた。
これにより石世は皇太子に立てられ、劉昭儀は皇后に立てられた。石虎は太常條枚・光禄勲杜嘏を召し出すと「面倒を掛けるが、卿らを太子の傅とする。まことに改轍する事（皇太子の行いを正す事）を望む。我はこれを両者に託すので、卿らはこの意味をよく理解するように」と述べ、條枚を太傅に、杜嘏を少傅に任じた。

### 石虎（皇帝）の時代

#### 皇帝即位と梁犢の乱
349年1月、石虎は病が一時的に快方に向かうと、皇帝位に即いて領内に大赦を下した。また、太寧と改元し、諸子をみな王に進封し、百官を一等増位した。尚書張良を右僕射に任じた。
だが、東宮の高力（石宣は力の強い士を選んで東宮の衛士として選抜し、これを高力と号した）1万人余りは石宣の犯した罪により大赦の対象から外され、涼州の辺境に流される事となった。一行が雍城へ到達すると、雍州刺史張茂に彼らを送還するよう勅命が下ったが、張茂は彼らの馬を奪い取ると、鹿車（手押しの一輪車）を与えて歩いて牽かせ、戍所（辺境の拠点）へ食糧を送るよう命じた。これにより衛士はみな怨みを抱いたので、高力督梁犢はこれを利用して乱を起こし東へ帰ろうと考え、胡人の頡独鹿微に命じてその旨を衛士に告げさせた。この計画を聞くとみな跳び上がりながら手を叩いて大声で叫び、喜んで梁犢に従った。梁犢は自らを東晋の征東大将軍であると自称すると、衛士を率いて下弁へ侵攻し、これを攻め落とした。そして、張茂へ迫って大都督・大司馬に担ぎ上げると、軺車に乗せた。安西将軍劉寧はこの反乱を知ると、安定から出撃して迎え撃ったが、梁犢は返り討ちにした。
高力はみな力が強く射術に長けており、1人で10人以上に匹敵した。武器や防具は持っていなかったが、民から斧を奪い取ると、1丈にもなる柄を装着し、戦神の如く戦った。向かうところ全ての敵は総崩れとなり、守備兵もみな寝返って梁犢に従った。
梁犢は郡県を攻め落として長吏や二千石（郡太守）を殺しながら東へ進軍を続け、長安へ到達する頃にはその勢力は10万人にも及んだ。長安を鎮守する楽平王石苞は精鋭を全て投入してこれを迎え撃したが、梁犢は一戦でこれを撃破した。遂に長安を突破すると、潼関から東へ出て洛陽目掛けて進撃した。
石虎は司空李農を大都督・行大将軍事に任じ、統衛将軍張賀度・征西将軍張良・征虜将軍石閔を始め歩騎10万を与えて迎撃を命じた。李農は新安に進んで梁犢を撃ったが、梁犢はこれに大勝した。さらに洛陽へ侵攻すると、再び李農を破り、成皋まで退却させた。さらに東へ進むと、遂に滎陽・陳留といった諸郡を侵犯するようになった。石虎はこれを大いに恐れ、早馬を出して燕王石斌を大都督・中外諸軍事に任じ、統冠将軍姚弋仲・車騎将軍蒲洪・征虜将軍石閔と共に討伐を命じた。石斌らは出撃すると、滎陽において梁犢を撃破した。梁犢の首級を挙げ、その余党を尽く滅ぼすと、軍を帰還させた。
東晋の将軍王龕が沛郡へ侵攻し、城は陥落した。
その後、始平出身の馬勗もまた兵を集め、洛氏の葛谷において将軍を自称した。石苞はこれの討伐に向かうと、尽くを攻め滅ぼして三千家余りを誅した。

#### 最期
4月、石虎の病気が急速に悪化した。石虎は石遵を大将軍に任じて関中の統治を委ね、石斌を丞相・録尚書事に任じ、張豺を鎮衛大将軍・領軍将軍・吏部尚書に任じ、この3名に石世の輔政を託した。だが、劉皇后は石斌や石遵が政変を起こすのではないかと恐れ、張豺と共に石斌らの排除を目論んだ。この時、石斌は襄国におり、石虎が病に罹っている事を知らなかったので、劉皇后らは彼を欺こうとして使者を派遣し「主上の病は次第に快方へ向かっております。王は猟でも嗜みながらしばし留まってはいかがでしょう」と述べさせた。石斌はもともと猟を好んで酒を嗜む性質であったので、これを聞いて酒宴や狩猟に耽った。劉皇后らは詔を矯め、石斌には忠孝の心がないとして、官を辞して邸宅に謹慎するよう命じ、張豺の弟である張雄に強兵五百人を与えて監視を命じた。
その後、石虎は一時的に体調が恢復したので西閤へ出た。すると、200人余りの龍騰中郎が列を為して石虎へ拝した。石虎が「何だね」と問うと、彼らは「聖体が安んじられておりませんので、燕王（石斌）を宿衛へ入れて兵馬を指揮させられますよう」と請うた。また、ある者は「燕王を皇太子とする事を乞います」と述べた。石虎は「燕王は宮殿内に居ないのか。召し出せ！」と命じたが、左右の側近は劉皇后の息がかかっていたので「王は酒に耽っておられ、入朝出来ません」と答えた。すると石虎は「輦（天子の車）を出して迎えさせればよいだろう」と命じたが、彼らは遂に実行しなかった。やがて、石虎は立ち眩みがして宮殿へ戻ると、劉皇后らは再び詔を矯めて張雄に石斌を殺害させた。
石遵もまた父の危篤を知って幽州から鄴へ到来したが、劉皇后らは石虎に会う事を禁じ、朝堂において禁兵3万を与えると、すぐさま関中へ赴任するよう命じた。その為、石遵は涕泣して去るしかなかった。この日、石虎は病が少し良くなったので、近臣へ「遵（石遵）はまだ来ないかね」と問うたが、みな劉皇后の息がかかっていたので 「既に出立されて久しいです」と言うのみであった。石虎は嘆息して「これに会えないのが恨めしい！」と言ったという。
その後、劉皇后は詔を矯めて張豺を太保・都督中外諸軍事・録尚書事に任じ、霍光の故事に倣うようにした。これを知った侍中徐統は「将に乱が始まるであろう。我はこれには預からぬ」と嘆き、毒薬を飲んで自殺した。
同月、石虎は崩御した。予定通り石世が即位し、劉皇后は皇太后に立てられた。6月、その亡骸は顕原陵において葬られた。武帝と諡され、廟号を太祖とされた。

### 没後
石虎が病没すると、石世が跡を継いだが、石世はまだ11歳だったので、劉皇太后が垂簾聴政を行い、張豺と共に朝権を掌握した。だが、わずか33日後に石遵の反乱に遭い殺害され、その石遵もまた石閔・石鑑により殺害され、さらに石鑑もまた石閔に殺された。350年、石閔は異民族を虐殺すると、本来の姓の冉閔を名乗り、冉魏を打ち立てた。これに対抗して石祗が後趙皇帝を称したが、351年には石祗もまた内乱により殺された。
石虎の死後わずか2年で後趙は滅亡し、代わって冉魏、前秦の苻洪（姓を改めた蒲洪）、前燕の慕容儁らが中原の覇権を争うようになる。

## 治世
石虎の治世は石虎自身の暴虐非道な性格を反映して、乱世である五胡十六国時代の中でも最も非道がまかり通った時代と評されている。中でも次々に大宮殿を造営したり、統治下の漢人から馬、美女、物資などありとあらゆるものを徴発し続けた結果、漢人の10人に7人が破産し、妻を取られて自殺する者も後を絶たなかったという。
ただし、こうした評価については、元々の漢文資料が漢人知識層による胡族蔑視に基づいて過大に記された可能性がある、とする見解もあり、石虎を暴君とみなすかどうかについては議論がある。また、大規模な徴発が実施できた背景として、石虎の軍事力やカリスマ性、行政手腕の高さは無視できないとする考え方もある。

## 人物

### 将軍の時代
石虎は軍中において勇幹・策略さにおいて自らに並ぶ者あれば、機を見てすぐさまこれを害した。そのため、この時期に石虎に殺された者は甚だ多かった。また。ひとたび城を降して砦を陥とせば、善人・悪人の区別なく士女を生き埋めにするか斬り殺した。これを逃れた者はわずかであった。石勒は幾度もこれを責めて改めるよう指導したが、石虎は自若として意に介さなかった。しかしその一方で、兵を率いれば厳格で乱れる事は無く、誰もこれに背く者はおらず、征伐を命じられれば、向かう所敵は無かった。その為、石勒からは寵遇されるようになり、次第に信任の度は高まり、専征の任を委ねられるようになったという。

### 君主の時代
石虎は王位に即いて以降、遊楽に溺れて政治を廃するようになり、宮殿を始め多くの場所の営繕を行った。非道な法律や重い税金と労働を課し、それを大宮殿を建てたり妾を集めることに費やしたので、民百姓は大いに困窮した。また酒や女に荒耽するようになると、次第に感情の抑制が効かなくなり、些細な事でしばしば激怒し、粛清を連発した。狩猟・微行にも節度がなく、夜明けと共に出て夜になるまで帰って来ない事もあった。また、密かに城を出ては作役の様子を監視する事もあった。
その一方、経学に対しては大いに関心を持っており、国子博士を洛陽に派遣して石経を写し取らせ、その経を秘書に校註させている。国子祭酒聶熊は『穀梁春秋』に注を附した事が認められ、学官に列している。また、仏教に対しては寛容で、自ら仏教徒を称しており、仏図澄を国師待遇した。漢人官僚である著作郎の王度が仏教は外国の神であるので排除すべきである、と石虎に諫言したところ、石虎は「自分は辺境の（夷狄の）出身だから、戎神を祀るのは当然である」として、これを退けたという（『高僧伝』仏図澄伝）。
また、石勒同様に貪欲な性格で、礼を修めていなかった。十州の地を領有し、金帛・珠玉から外国の珍奇や異貨を集め、府庫にある財物は数えきれないほどであったが、それでもなお満足していなかった。その為、先代帝王や先賢の陵墓をも全て発き、副葬されていた宝貨を奪ったという。

## 逸話

### 鄭桜桃への寵愛
石虎は妓女の一人である鄭桜桃を見初めると、石勒の母である王氏へ彼女の事を賛嘆したので、王氏は彼女を妾として与えた。石虎は鄭桜桃を甚だ寵遇し、彼女との間に石邃・石遵の二子を生んだ。
前後は不明だが、石勒は征北将軍郭栄の妹を石虎の妻として与えた。両者の間に子は出来なかったが、彼らは互いに敬待し合っていた。だが、鄭桜桃は嫉妬心から彼女を讒言したので、石虎は郭氏を死に追いやった。
またある時、石虎は清河出身の崔氏の娘を妻として迎えた。鄭桜桃が男子を生むと、崔氏はこれを自らの子として養育したいと求めたが、鄭桜桃は許さなかった。その後、一月ほどで子が病死してしまうと、鄭桜桃は崔氏のことを讒言して「崔は多くの胡人の奴僕を養っていると言っておりました」と、石虎へ告げた。この時、石虎は庭中で胡床に座っていたが、これを聞くと激怒して弓矢を求めた。崔氏は石虎が自分を殺そうとしていると知ると、裸足のままで進み出て「公（石虎）は罪なきものを殺そうとしております。どうか妾（私）の言を聴き入れて下さいますよう」と請うたが、石虎は聞きいれずに「座に戻るように。これは卿の預かり知ることではない」と告げた。崔氏は走って逃げようとしたが、石虎が背後から矢を放ち、腰に当たって死亡したという。
これらの出来事は、石虎の残虐非道な振る舞いを表していると晋書では酷評されている。

### 姚弋仲との関係
石虎は短気な性格であり、些細な事で激怒して人を殺害する逸話が多く記されているが、その中で羌族酋長姚弋仲との関係は異質を放っている。
姚弋仲は清倹であり剛直な人物であったが、儀礼・作法を修めていなかった。石虎に対しても幾度と無く直言を繰り返し、その言葉に遠慮や忌諱は無かった。それでも石虎は姚弋仲を甚だ重んじて、朝廷の大議に際には必ず姚弋仲を参画させ、公卿ですら彼を憚って同調したという。
334年、石虎は石弘を廃して居摂趙天王を称すると、群臣を朝廷に召し出したが、西羌大都督姚弋仲は病気と称して赴かなかった。幾度も召集を掛けるとようやく彼は赴いたが、表情を鋭くして石虎へ「汝は後事を託された身であるにもかかわらず、それを逆に奪うとはどういうつもりか！」と詰った。姚弋仲は尊卑に関係無く他人を汝と呼ぶ癖があったが、石虎は姚弋仲の発言に勢いがあり、また真っ直ぐであったので、これを咎めなかった。
349年、石虎は姚弋仲に高力督梁犢の討伐を命じたが、姚弋仲は兵八千余りを率いて南郊に駐屯し、まず石虎に拝謁する為に軽騎兵を伴って鄴へ向かった。この時、石虎は重病に伏していたので姚弋仲との面会を断り、領軍省に引き入れて酒食を振る舞わせた。姚弋仲は怒って食事を口にせず「我は賊を撃つべく招集された。食事をしに来たのではない！我は主上に会っておらず、その存亡（病状）も分からぬ。一見さえさせてくれならば、たとえ死んでも恨みはせん」と声を荒らげた。側近がこの言葉を石虎に伝えると、ようやく面会を許された。席上において姚弋仲は石虎へ「子（石宣）が死んで憂えているのかね。そのせいで病になったのかね。子が幼い時に良い補佐を与えなかっがたために、殺し合うような事態（弟の石韜の殺害）に至ったのだ。子にも過ちは有るだろうが、世話役に大いに責があったからこのような事態に陥ったのだ。汝の病は長引いておるが、世継ぎ（石世）も幼い。もし汝の病が癒えなかったら、天下は必ず乱れるであろう。これこそ憂うべき事であり、賊なんぞを憂慮している場合ではない。梁犢らは故郷に帰りたいと考え、その途上で困窮して賊となり、その行く先々を荒らしているに過ぎん。捕える事など造作もない。この老羌が命を賭して前鋒となり、一挙で決してくれよう」と言った。石虎は姚弋仲の暴言を咎めず、使持節、侍中、征西大将軍に任じると共に鎧馬を下賜した。姚弋仲は「汝はこの老羌が賊を破るに堪えられるかどうか見ておくがよい」と言い放つと、鎧を身に纏って庭中で馬に跨り、挨拶もせずに南に向かって飛び出て行った。その後、上述の通り姚弋仲は石斌らと共に梁犢を大破した。功績により、石虎は姚弋仲へ剣履上殿・入朝不趨を特権を認め、西平郡公に進封したという。

### 怪異譚
- 339年、大規模な旱魃が発生し、さらに天には白虹が見られた。石虎は下書して「朕は在位すること6年、上は乾象を和する事が出来ず、下は黎元を救う事が出来なかった。故に星虹の変が生じてしまった。そこで百僚は各々封事を上奏するように。また、西山の禁を解き、蒲葦・魚塩を歳供から除外し、厳しくする事のないように。公侯卿牧は山沢を占有して、百姓の利を奪う事の無い様に」と述べた。また下書して「以前、豊国・澠池に各々建物を建築し、刑徒を配分して移し、時務を救わんとしてきた。それがいつしか慣例の法となってしまい、怨声が起こるに至った。今より罪人や流民については全て申奏し、たやすく配する事のないように。京獄の囚人の中で殺人を犯した者以外は、一律にみな赦免し釈放する」と述べた。すると、この日に雨が降り始めたという。
- 342年、青州より上言があり『済南の平陵城の北にある石の虎が、一夜にして忽ち城東南の善石溝に移り、さらに狼狐千匹余りがこれに付き従い、その跡で路が形成された』との事であった。これに石虎喜んで「石の虎とは朕の事である。平陵城北から東南に移ったというのは、朕が江南を平蕩する事を天が望んでるという事だ。天命に違ってはならぬ。諸州に命じ、翌年には全ての兵を集結させるようにせよ。朕自らが六軍を率い、成路の祥を現実としてみせよう」と大いに喜んだ。群臣はみなこれを祝賀し、『皇德頌』を献上した者は107人に及んだ。だが、これを機に妖異な現象が頻発し始めた。泰山では石が燃え、8日後に消滅した。東海では大石が自ら立ち、傍らには血が流れていた。鄴の西山の石間から血が流れ出し、長さ10歩余り、広さ2尺余りに及んだ。太武殿には古の賢人が描かれていたが、その全てが胡人に変貌し、10日余りすると尽く頭が縮んで肩中に没もれてしまった。石虎はこの現象に大いに不快感を覚え、仏図澄は何かを悟って涙を流した。
- 344年、白虹が太社より現れ、鳳陽門を経て東南の空へ連なり、10刻余りで消滅した。これを聞いた石虎は下書して「思うに、古えの明王が天下を理する時、政においては均平を首とし、化においては仁恵を本とした。故に人和を允協する事が出来、神物に光明させる事が出来た。朕は眇薄でありながら万邦に君臨し、朝夕に勉め怠る事無く、古烈を遵う事を思ってきた。そこで書を下して、徭賦を免除して黎元を休息させ、俯して百姓を安んじ、仰しては三光（日・月・星）を稟する事を願うものである。中年以来、変異が次第に顕著となり、天文も錯乱し、時気が応じていない。これは下において人が怨んでおり、その譴を皇天が感じているからであろう。朕は不明といえども、公卿もまた翼を支える事が出来ていない。昔、楚相は政を修めた事で洪災が一回りして鎮まり、鄭卿は道を厲いだ事で霧気が自ずと消えたという。いずれも股肱の良が群変を康らかとしたのである。群公卿士の各々は才徳がありながら国家に尽くさず、成敗について黙り込んで何もしていないのに、どうして台輔の百司を望めようか！各々封事を上奏し、極言して隠す事の無いように」と述べ、鳳陽門を閉鎖して元日にのみ開くようにした。また、霊昌津に２つの祭場を立て、天と五郊を祠った。
- 344年、石虎は霊昌津に橋を掛けようと考え、採石させて橋の基礎を築こうとした。しかし、石の大きさが揃わず、また流れが急であったため流されてしまった。功夫500万余りを動員しても完成が出来なかった。その為、石虎は使者を派遣して祭を行わせ、璧を河に沈めさせた。俄かに渚上に流れ着くと、地震が起こって水波が立ち上り、その波によって殿観は全て倒壊してしまい、下敷きになって死んだ者が100人余りに及んだ。石虎は激怒し、工匠を斬り捨てると共に橋の建造を取りやめた。
- 347年、石虎は邯鄲城西の石子堈の上にある趙簡子の墓を暴くよう命じた。掘り始めると、初めに深さ1丈余りの炭が出てきて、次いで厚さ1尺の木板が現われ、積み上げると厚さ8尺となった。さらには水脈に達し、その水は非常に清冷であった。その為、絞車を造り、牛の皮嚢を用いて、水を汲み出した。しかし、1カ月以上経過しても水は尽きなかったので、それ以上掘る事が出来ずに作業は中止された。そこで今度は秦始皇の塚を暴いて銅柱を取り出すと、器を鋳造した。
- 347年、揚州から黄鵠の雛五羽が送られてきた。その頸長は1丈あり、その声は十里余り先でも聞こえるといわれ、玄武池にこれらを放した。郡国からは相次いで蒼麟16頭、白鹿7頭が届けられた。そこで石虎は司虞張曷柱に命じて調教させ、芝蓋をつけた駕に繋ぐと、殿庭に列する際に乗った。
- 348年8月、東南では黄黒雲が起こり、大きさは数畝ほどであった。それはしばらくすると3つに分かたれ、形状は匹布の如しであった。東西へ天を経て、色は黒から青へと移り、酉時には日を貫き、日没後には7道へと分かれた。さらに、数十丈離れる毎に、間に魚鱗の様な白雲が起こり、子時になると消滅した。石韜が暗殺されるのはその日の夜の事であった。
- 349年、熒惑（火星）が積尸（パイ）を通過し、さらに昴・月を通過し、そのまま北の河鼓（アルタイル）を通過した。すると石虎の病状は急速に悪化したという。

## 宗室

### 父親
- 寇覓 - 石勒の父の周曷朱の甥。孝皇帝の諡号で追尊された。

### 后妃
- 郭氏 - 郭栄の妹
- 崔氏 - 崔家の娘
- 天王后鄭桜桃
- 天王后杜珠
- 天王后劉氏 - 劉曜の娘（前趙の安定公主）
- 貴嬪柳氏
- 斉氏、柳氏、陳氏、左氏

### 子
- 廃太子 石邃（大淵） - 母は鄭桜桃
- 廃太子 石宣 - 母は杜珠
- 秦公 石韜
- 廃帝義陽王 石鑑（大朗）
- 沛王 石沖
- 廃帝彭城王 石遵（大祗） - 母は鄭桜桃
- 楽平王 石苞
- 燕王 石斌 - 母は斉氏、石勒の養子
- 梁王 石挺
- 汝陰王 石琨
- 新興王 石祗
- 楽安王 石炳
- 廃帝斉公 石世（元安） - 母は劉皇后
- 石瞻（冉良） - 養子、冉閔の父